# De rerum fossilium

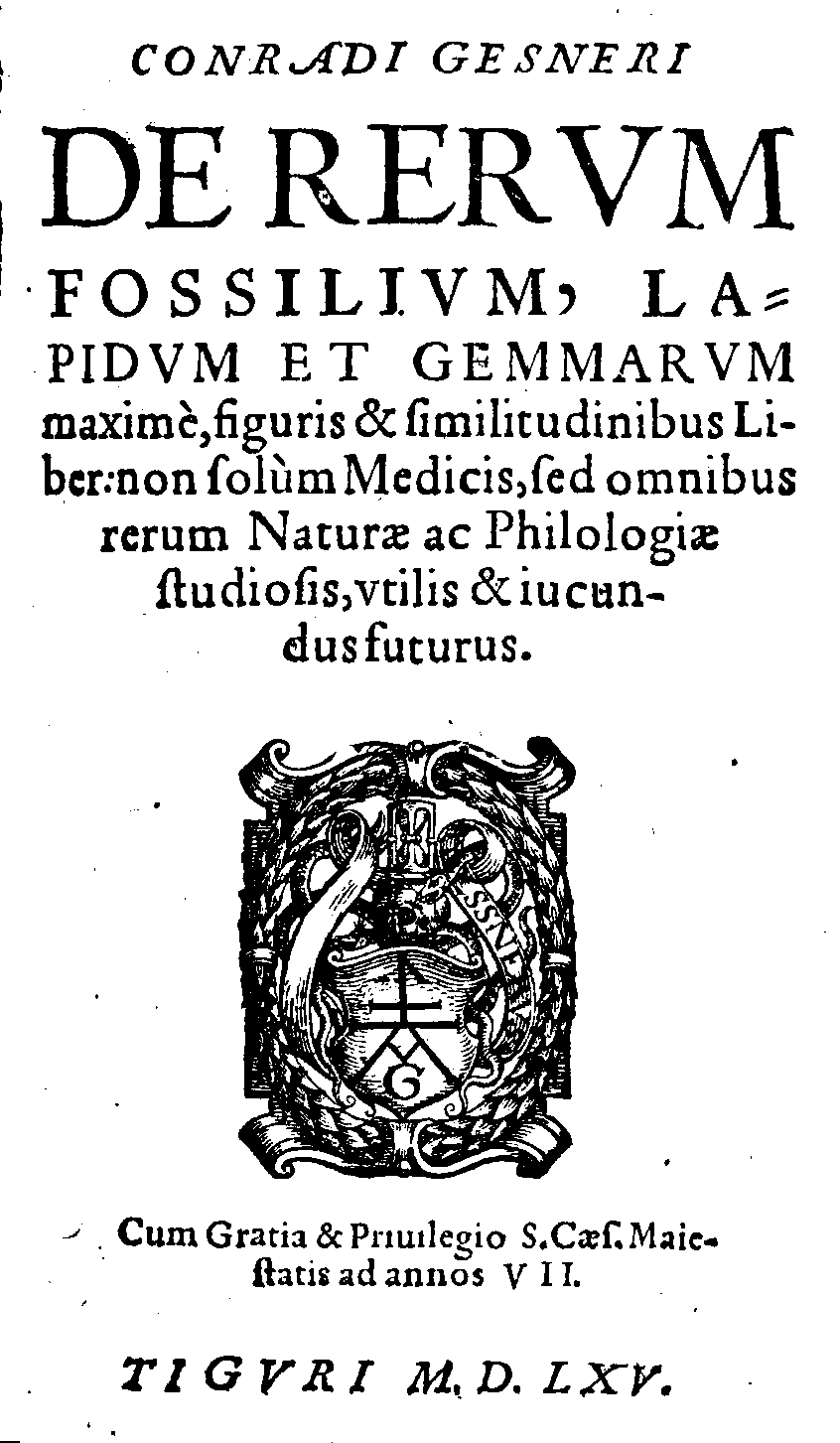
Titelseite von De rerum fossilium

De rerum fossilium ist der Titel des letzten von Conrad Gessner zu seinen Lebzeiten veröffentlichten Werkes. Es ist mit zahlreichen Holzschnitten illustriert. Einige der Holzschnitte zeigen „echte“ Fossilien. Es war das erste durchgehend illustrierte Werk zu diesem Thema.

## Werk
De rerum fossilium war Bestandteil des von Gessner herausgegebenen Sammelbandes De omni rerum fossilium genere, der 1565 in der Druckwerkstatt von Jakob Gessner (1527–ca. 1573) in Zürich im Oktavformat erschien. Die Schrift mit dem Titel De rerum fossilium, lapidum et gemmarum maxime, figuris et similitudinibus Liber (deutsch: Ein Buch über die Gestalten und Ähnlichkeiten der ausgegrabenen Dinge, vor allem der Steine und der Edelsteine) war von Gessner als Vorläufer eines umfangreichen Werks über Mineralien geplant. 65 der insgesamt 167 Blätter (338 Seiten) enthalten Holzschnitte. Als Vorlagen für die Holzschnitte dienten Objekte aus Gessners naturhistorischer Sammlung. Weitere stammten von seinen Briefpartnern, darunter Johannes Kentmann, Benedikt Marti, Pierre Belon, Francesco Calzolari (1522–1609) und Peeter van Coudenberghe (1517–1599). Die Illustrationen wurden später beispielsweise in Anselmus de Boodts Gemmarum et lapidum historia (1609) und Ulisse Aldrovandis Musaeum metallicum in libros IV (1648) wiederverwendet.
Das Werk ist Andreas Szadkowski, dem damaligen Notar des Salzbergwerks Wieliczka gewidmet.

### Inhalt
De rerum fossilium ist in 15 Kapitel gegliedert, die wiederum entsprechend der Form der beschriebenen Objekte angeordnet sind.
Gessner bespricht die Objekte anhand verschiedener Quellen der Antike (meist Plinius der Ältere, Theophrastos und Dioskurides), des  Mittelalters (Albertus Magnus) und seiner Zeitgenossen (meist Georgius Agricola). Diese verband er mit eigenen Beobachtungen. Gessners Betonung der Form war neu. Er wich damit von der Verwendung alphabetischer Auflistungen ab oder der Behandlung entsprechend der Farben oder medizinischen Eigenschaften.
Gessner verwarf ebenso die beispielsweise von Plinius und Agricola genutzte Unterteilung in Erden, Metalle, Erze, Steine und Edelsteine.
Das erste Kapitel beschäftigt sich mit geometrischen Figuren und behandelt Steine und Edelsteine, die an ihrer Oberfläche diese Figuren aufweisen oder eine entsprechende Gestalt besitzen. Das zweite Kapitel behandelt Objekte, die Gemeinsamkeiten mit Sternen, Sonne und Mond aufweisen. Im dritten Kapitel werden Objekte besprochen, die nach Erscheinungen in der Luft benannt sind. Nach unbelebten irdischen Gegenständen benannte Steine und Metalle sind das Thema des vierten Kapitels. Das fünfte Kapitel befasst sich mit Objekten, die von Natur aus künstlich hergestellten Gegenständen ähnlich sind. Das sechste Kapitel beschäftigt sich mit Gegenständen, die aus Metallen, Steinen und Edelsteinen hergestellt werden. Das siebente bis elfte Kapitel widmet sich Objekten, die eine Ähnlichkeit zu verschiedenen Pflanzenarten aufweisen, sowie außerdem versteinerten Pflanzen. Die Kapitel zwölf bis fünfzehn besprechen Übereinstimmungen im Aussehen oder in der Namensgebung zwischen Objekten und Menschen sowie Tieren, sowie Steine, die in Körpern von Lebewesen gefunden wurden. Den Auftakt machen im zwölften Kapitel Menschen und Vierfüsser; es folgen im 13. Kapitel Vögel, im 14. Kapitel Wassertiere und im 15. Kapitel Schlangen und Insekten.

### Gliederung
- Nobili viro domino Andreae Schadcovio, salinarum Cracoviensium notario, patriae decori, Conradus Gesnerus Helvetius S. D.
- Conradi Gesneri in librum de lapidum, gemmarum ac metallorum figuris, praefatio: quae ordinis ratione reddit, & capitum XV. argumenta enumerat
- Caput I. De lapidibus illis in quibus lineae potissimum considerantur, aut puncta, & figura in superficie magis, quam corpus solidum aut eius forma
- Caput II. De lapidibus illis quibus cum stellis, sole, luna, aut elementis aliquid commune est
- Caput III. De lapidibus qui a meteoris, id est, sublimibus in aëre corporibus nomina sua mutuantur
- Caput IIII. De lapidibus et metallis, quae denominantur a rebus terrestribus inanimatis
- Caput V. De fossilibus rebus quae natura similes sunt rei alicui artificiosae, ordine literarum
- Caput VI. De rebus artificiosis seu arte factis, ex metallis, lapidibus ac gemmis
- Caput VII. De lithophytis, et rebus fossilibus illis, quae plantas imitantur, in genere primum […]
- Caput VIII. De fructibus in lapides versis, & fruticum, eorum ve partium aliqua cum fossilibus similitudine
- Caput IX. De arboribus earumque; partibus, & rerum fossilium cum eis affinitate
- Caput X. De corallio
- Caput XI. De aliis quibusdam plantis marinis quae lapidescunt
- Caput XII. De lapidibus, qui ab homine aut quadrupede aliquo denominantur, aut in eis reperiuntur
  - Pars I. De lapidibus qui ab homine denominantur, aut in eo nascuntur
  - Pars II. De illis quae a quadrupedibus denominantur, et c. et primum in genere a comunibus quorumvis animalium partibus, tum similaribus, tum compositis
  - Pars III. De rebus foßilibus, quae in Quadrupedibus animantibus reperiuntur, vel aliquam cum eis earum ve partibus similitudinem habent. Et primum de mansuetis
- Caput XIII.
- Caput XIIII. De lapidibus qui aquatilium animantium effigiem reserunt
- Caput XV. De lapidibus qui serpentes & insecta referut
- Errata

### Illustrationen

Caput II
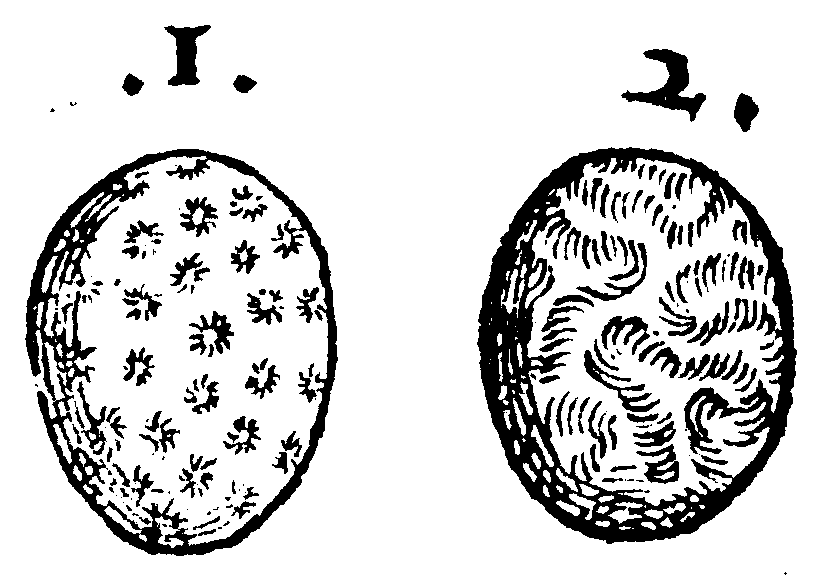
S. 35v
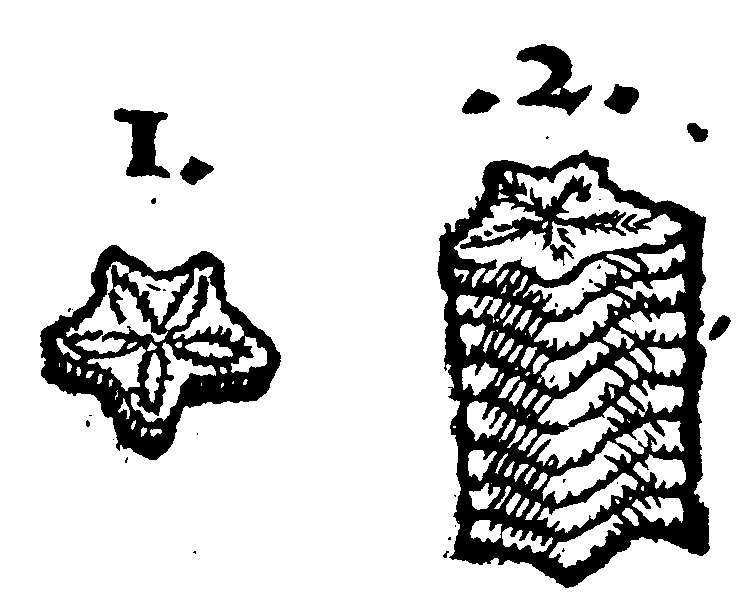
S. 37r

Caput III
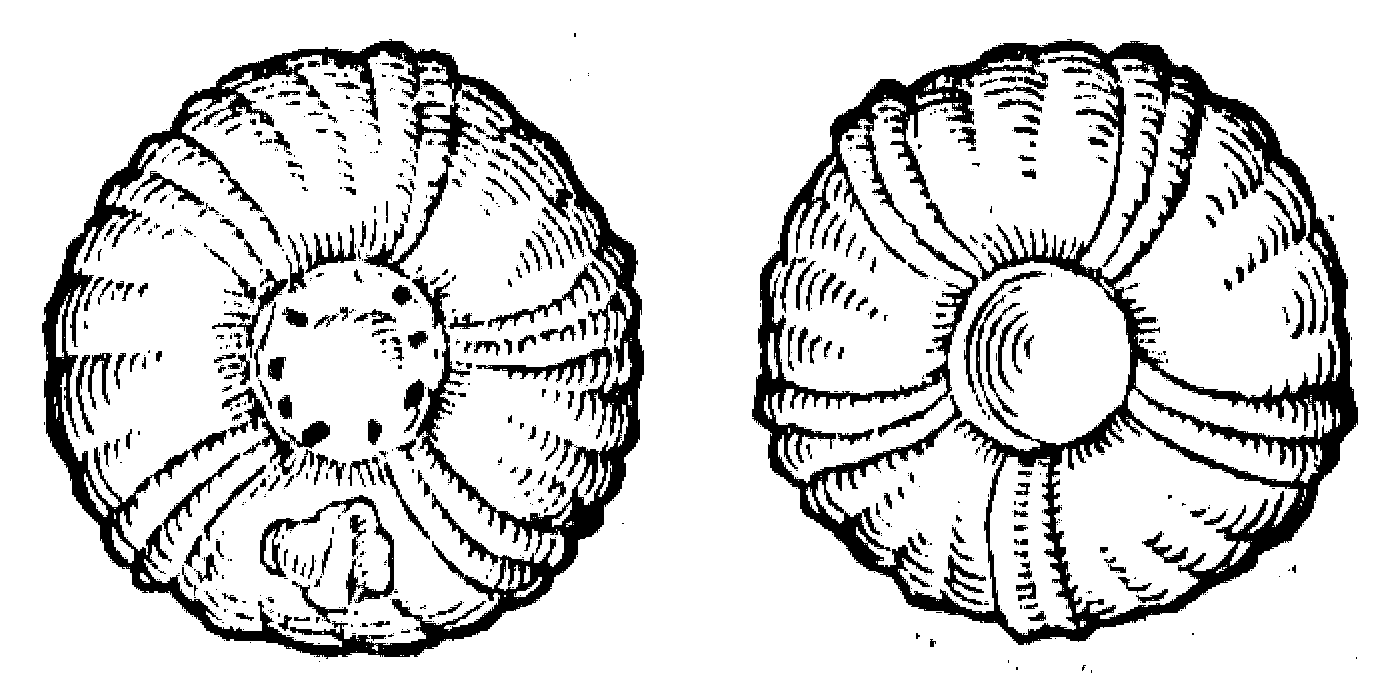
S. 61v
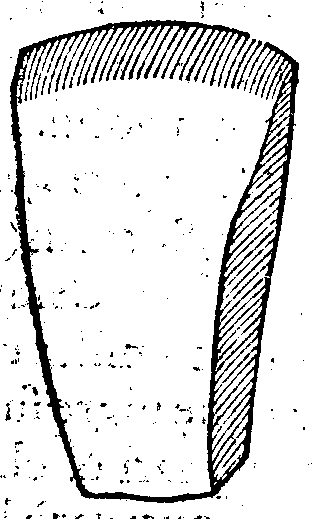
S. 62v
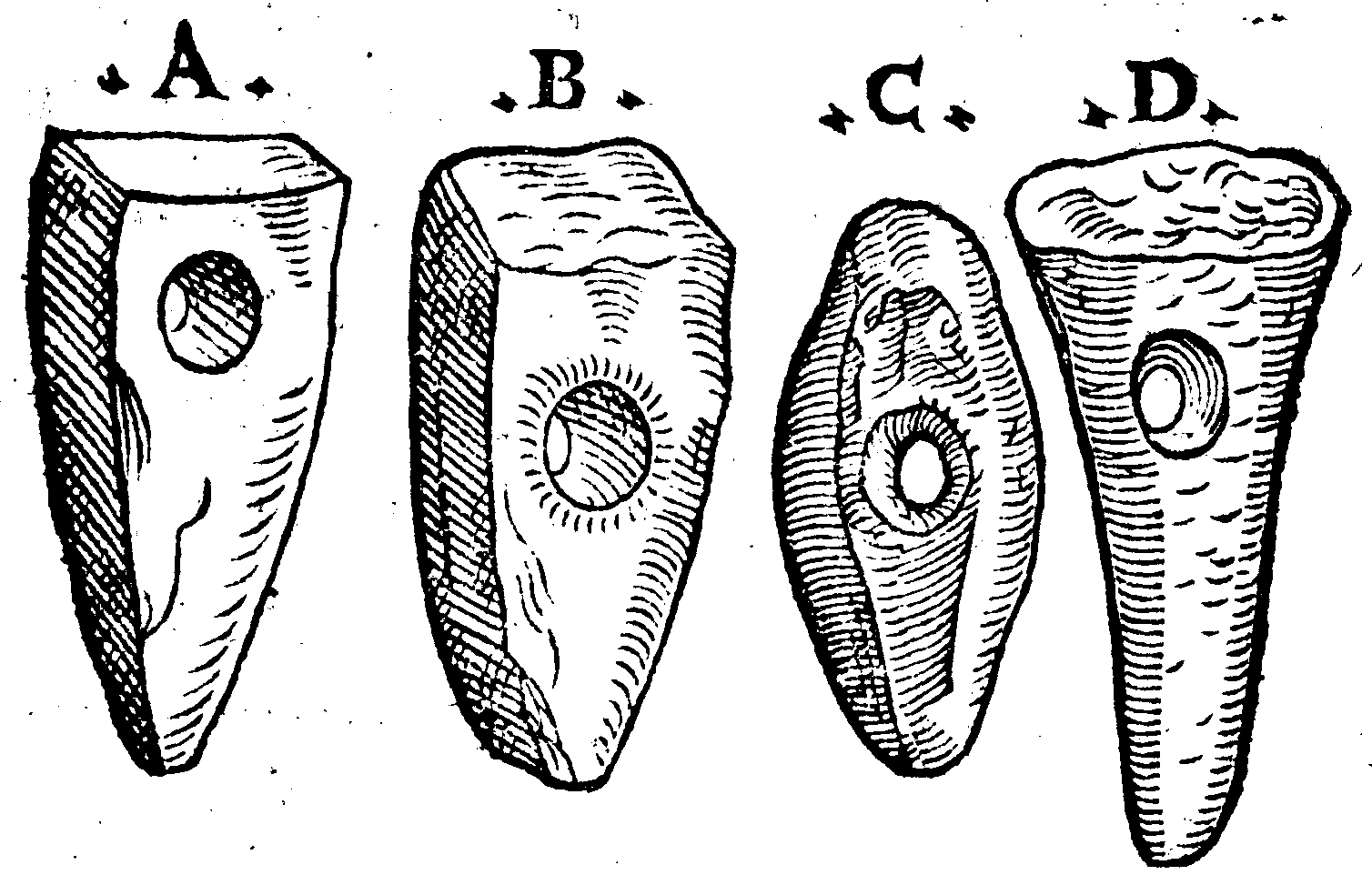
S. 64v

Caput IIII
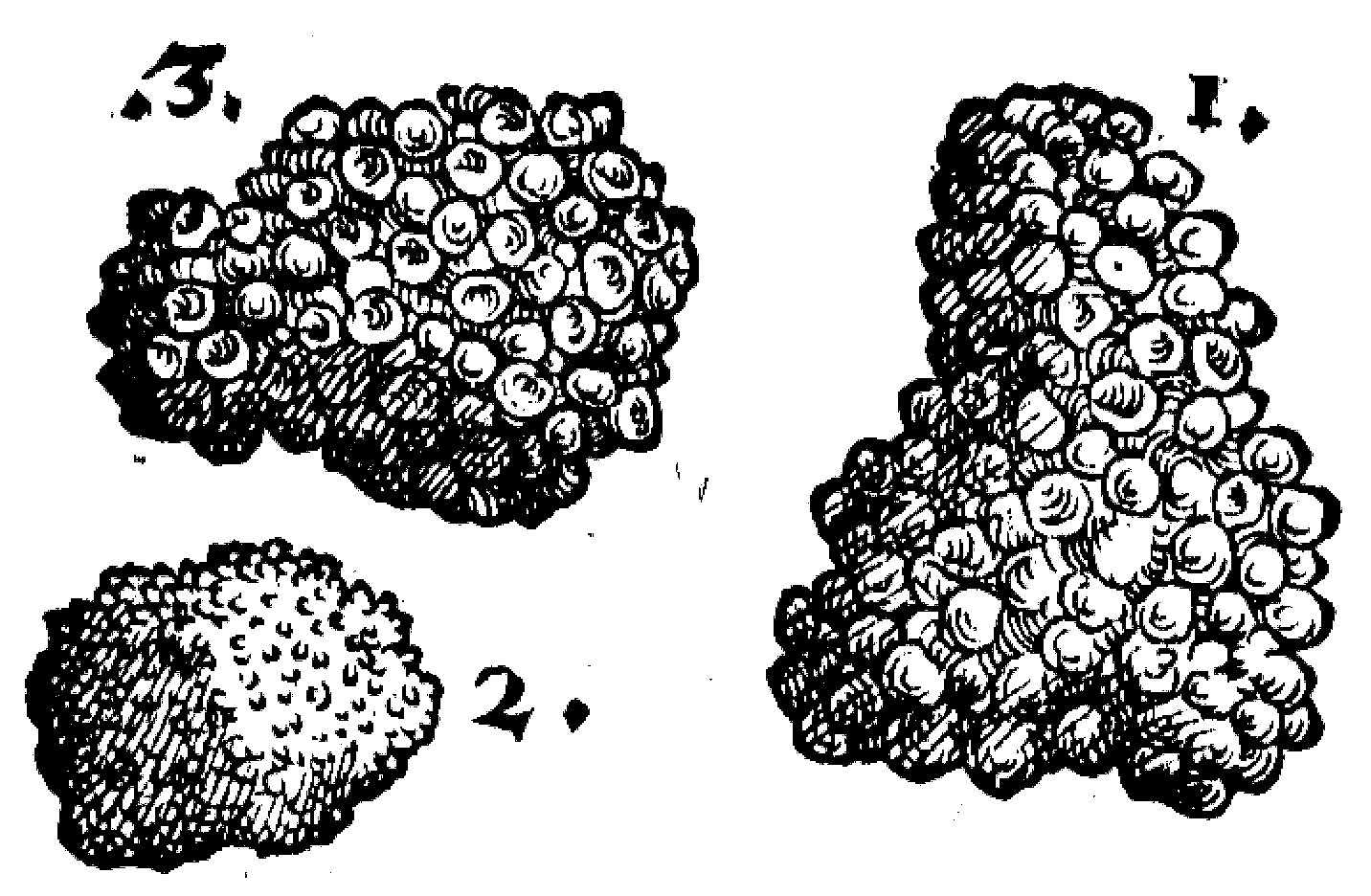
S. 71v
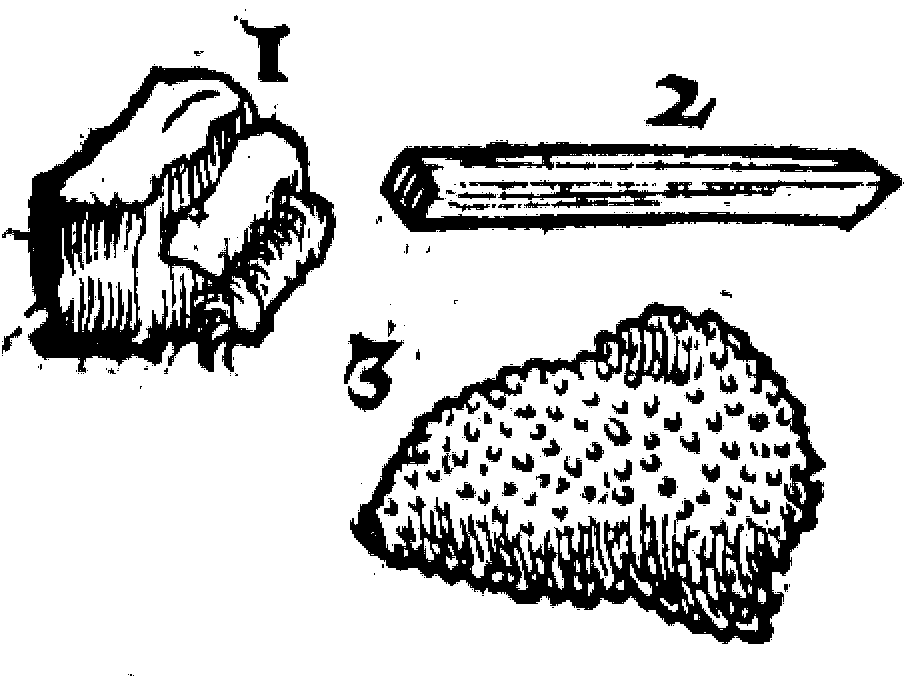
S. 75v
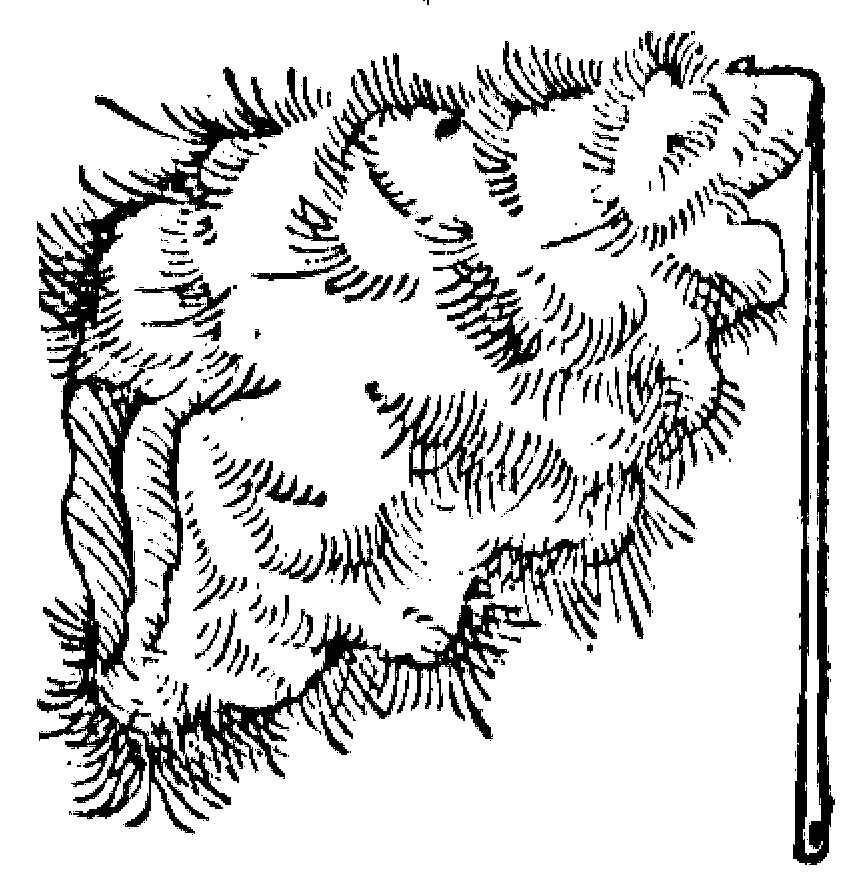
S. 84r

Caput V
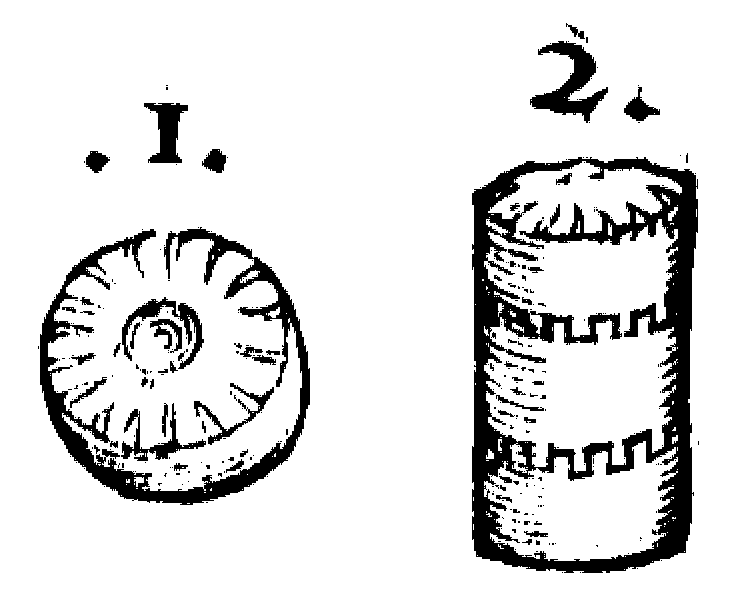
S. 89v
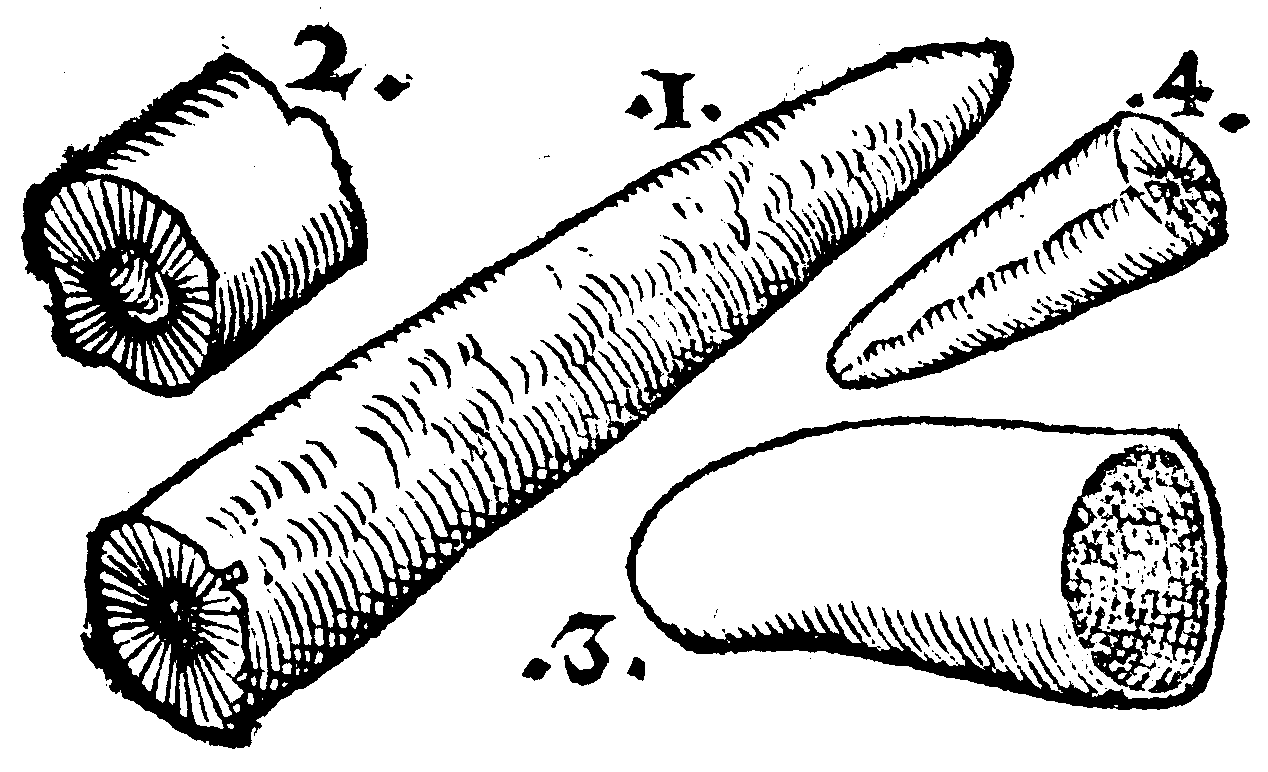
S. 91r

Caput VII
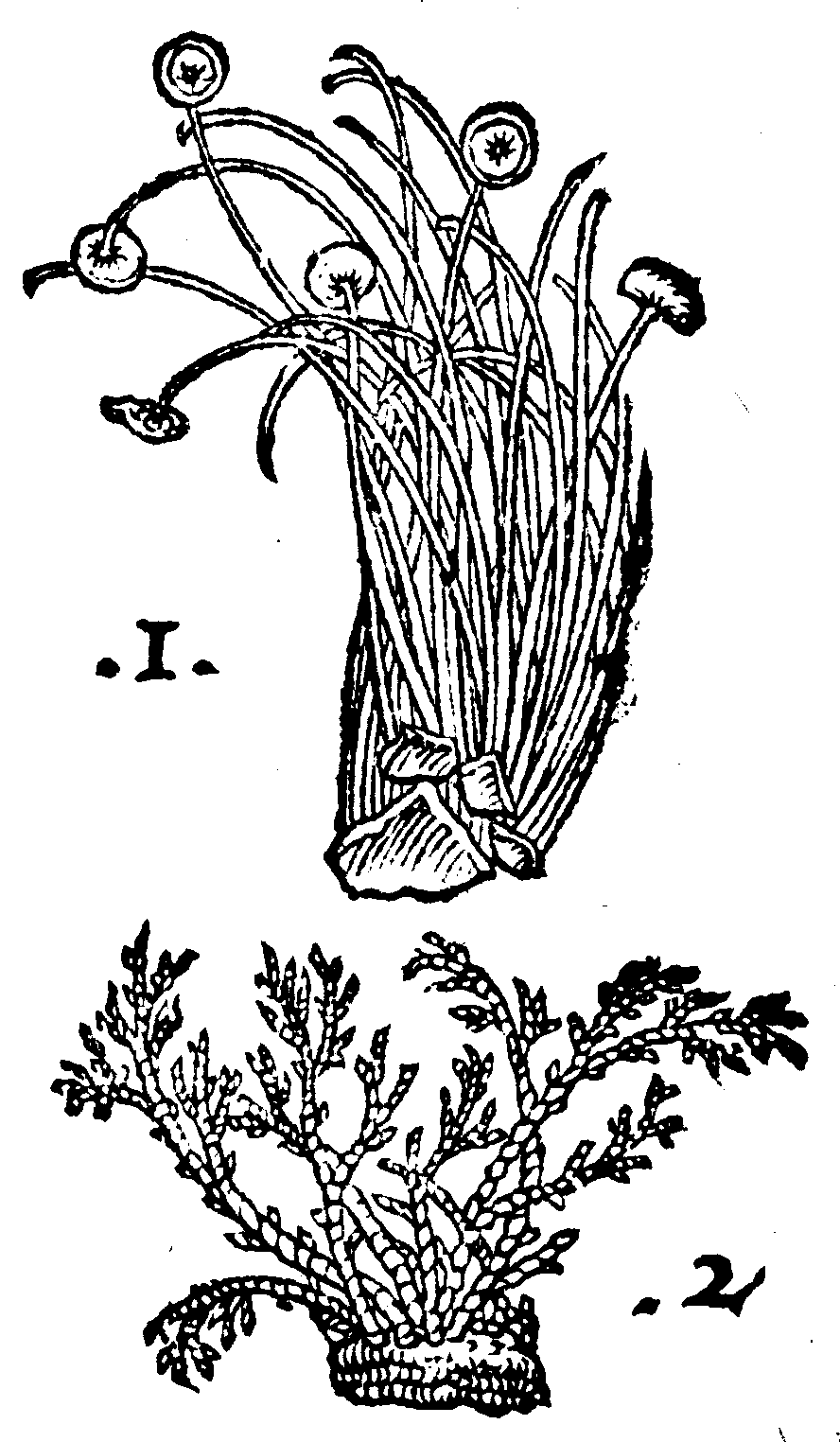
S. 117r

Caput IX
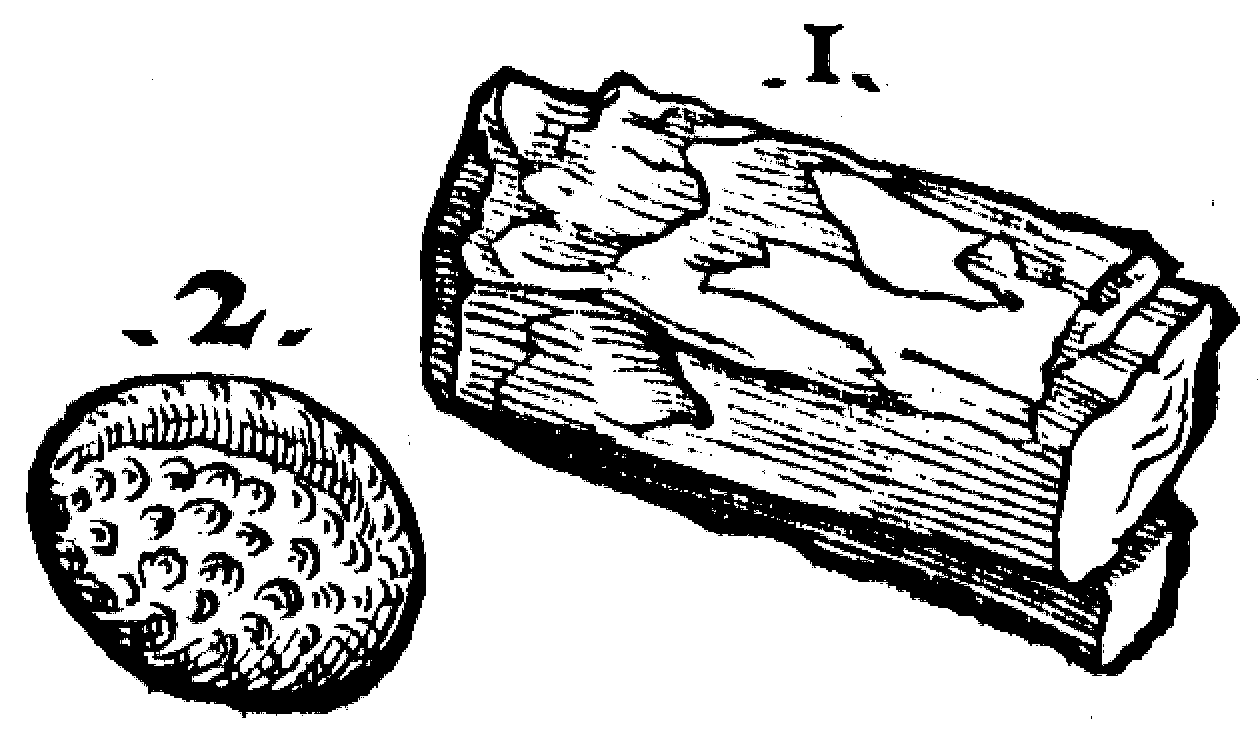
S. 125v
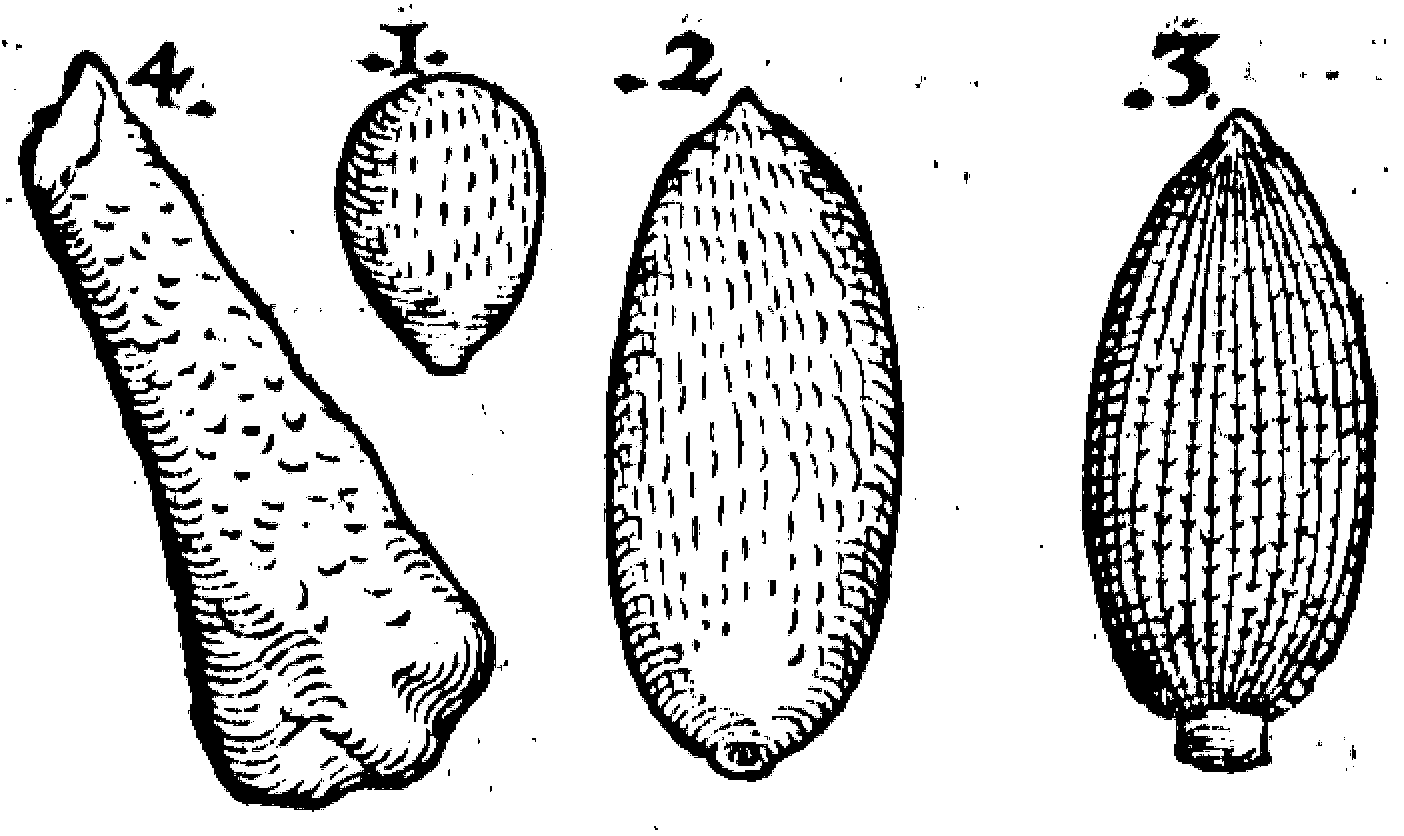
S. 128v

Caput X
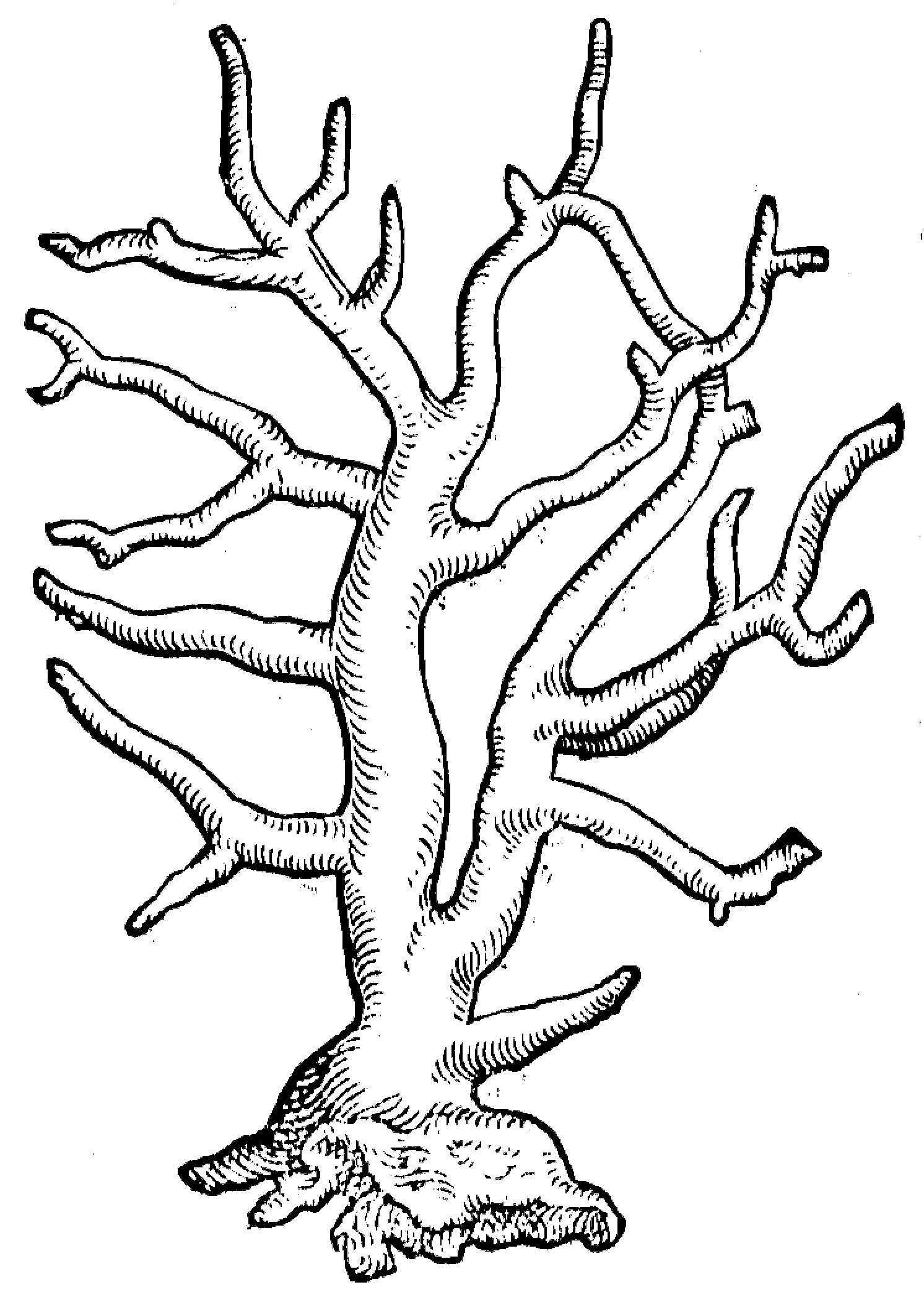
S. 132r
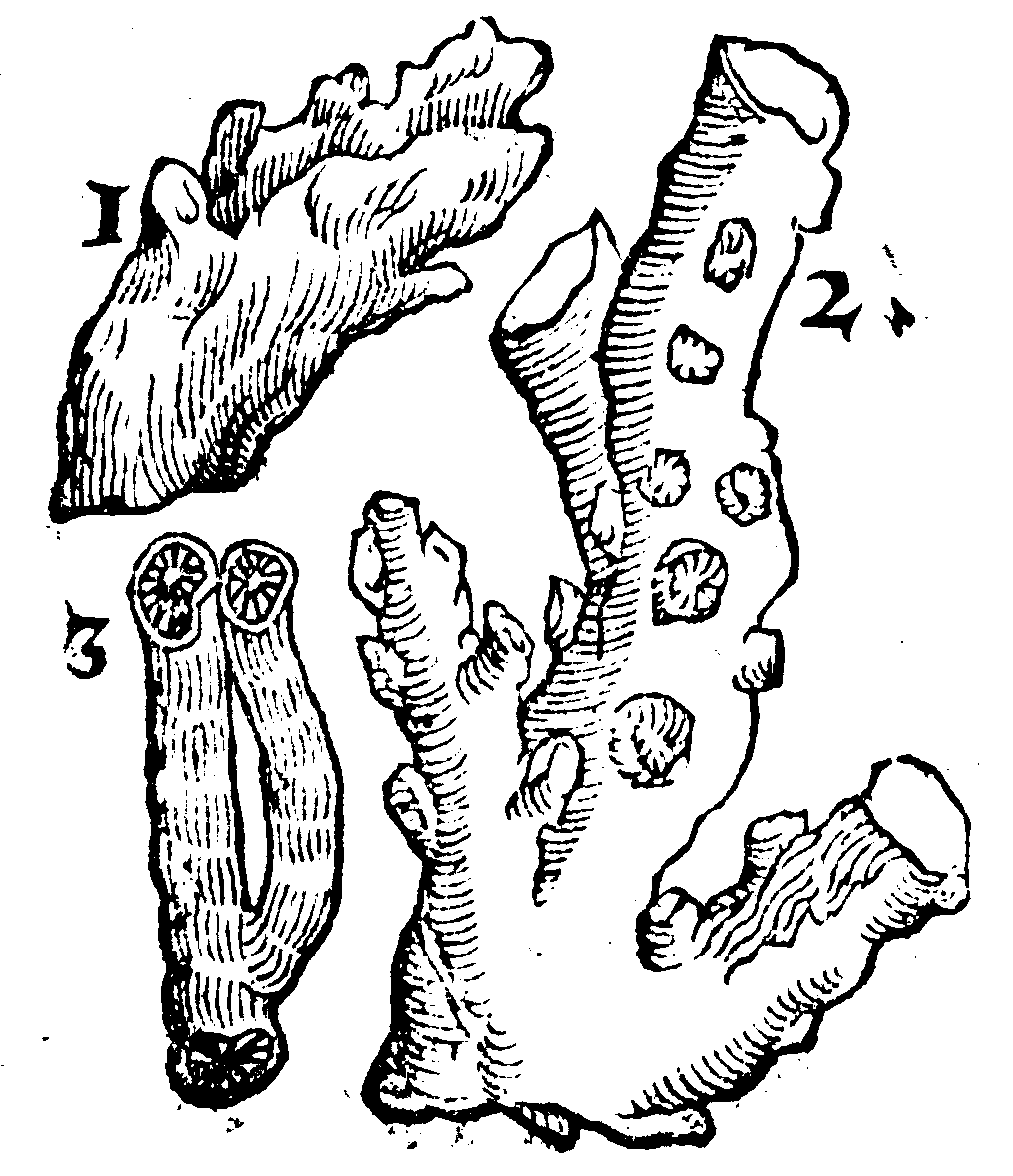
S. 132v
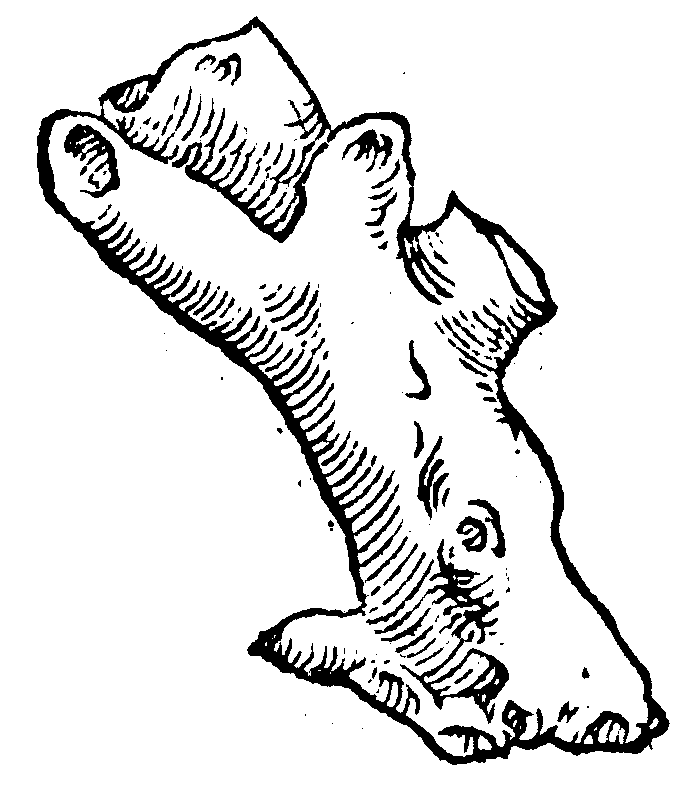
S. 133v

Caput XI
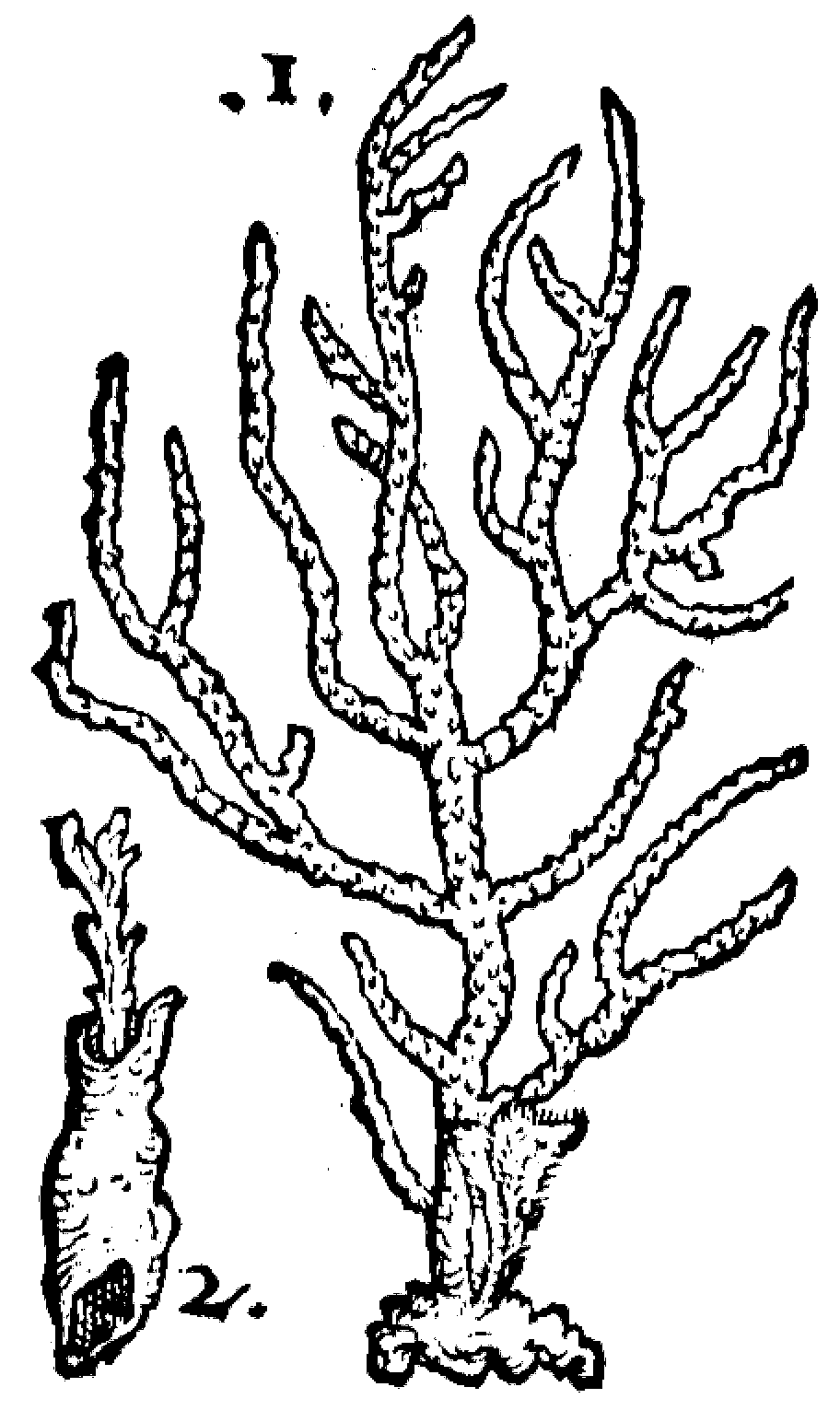
S. 135v
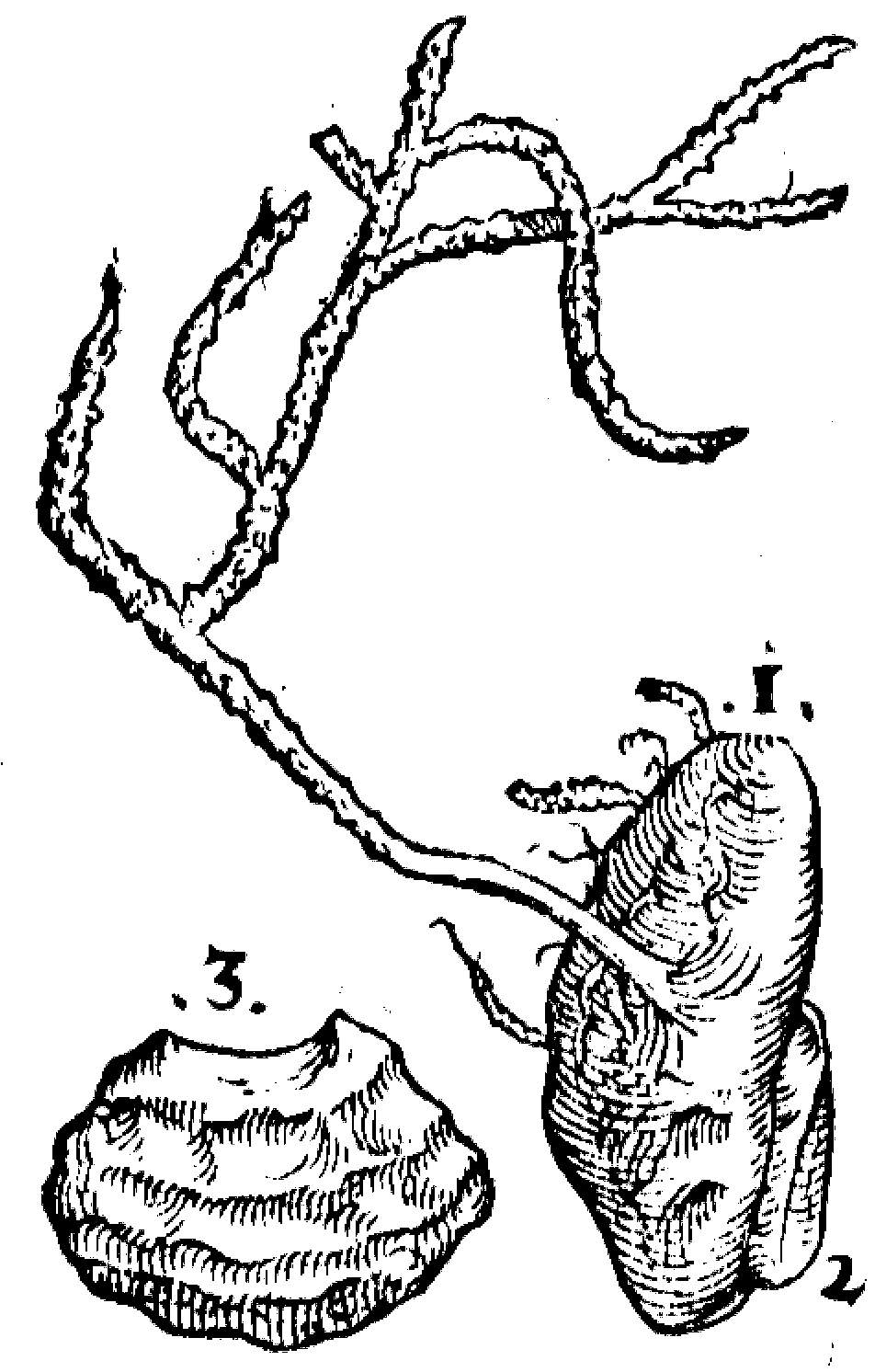
S. 137v
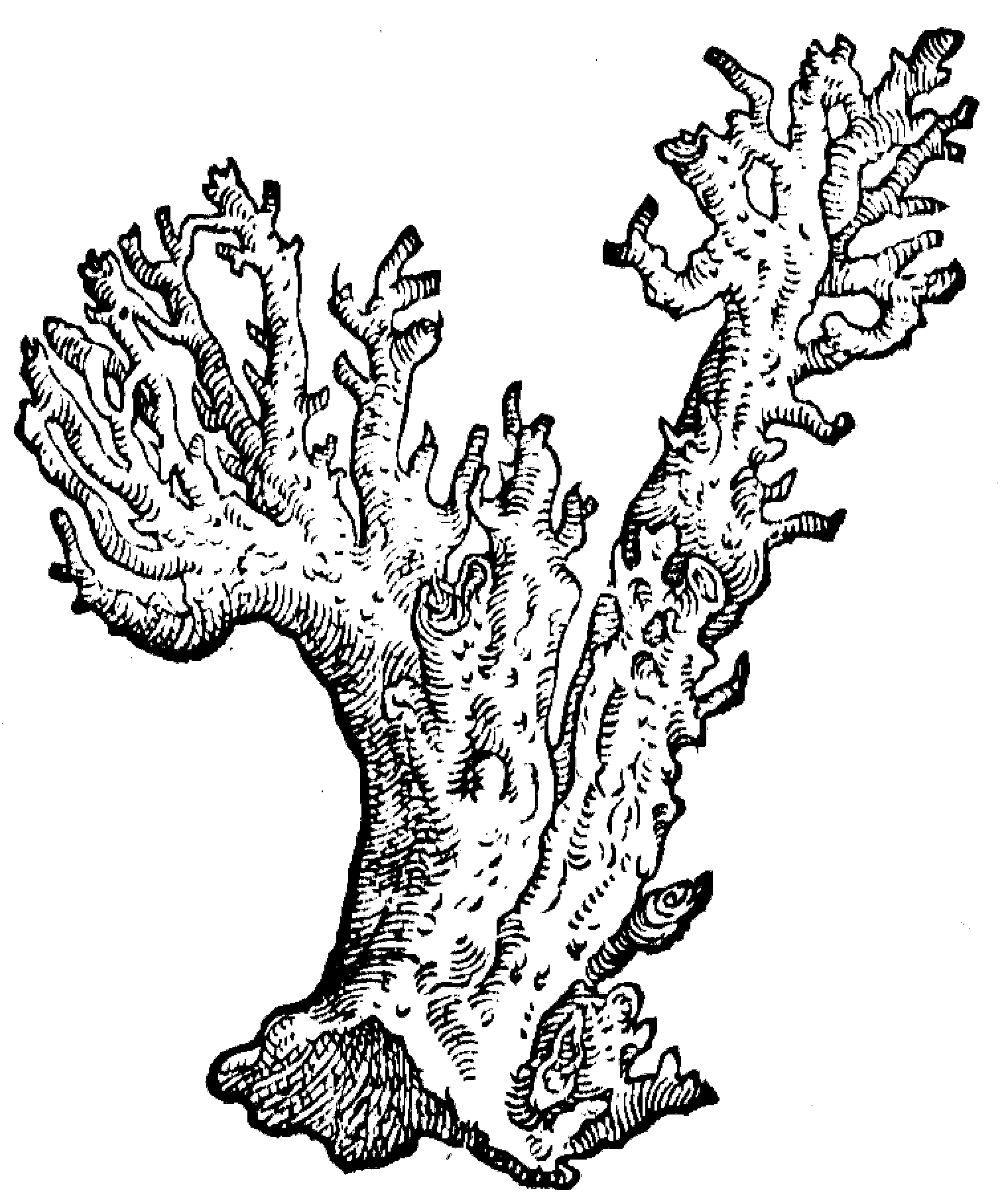
S. 138r

Caput XII
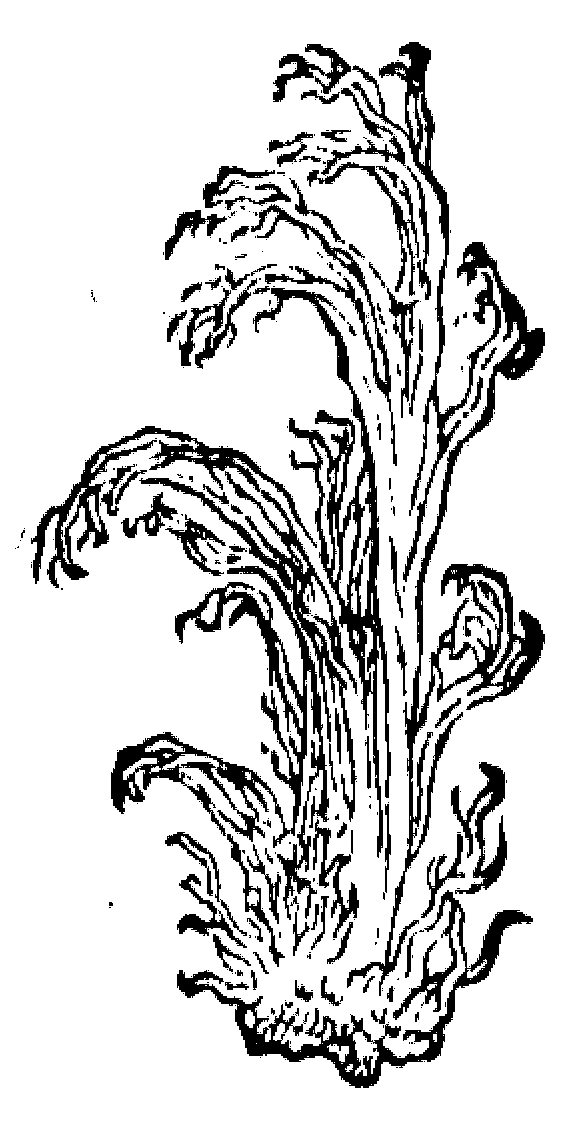
S. 140r
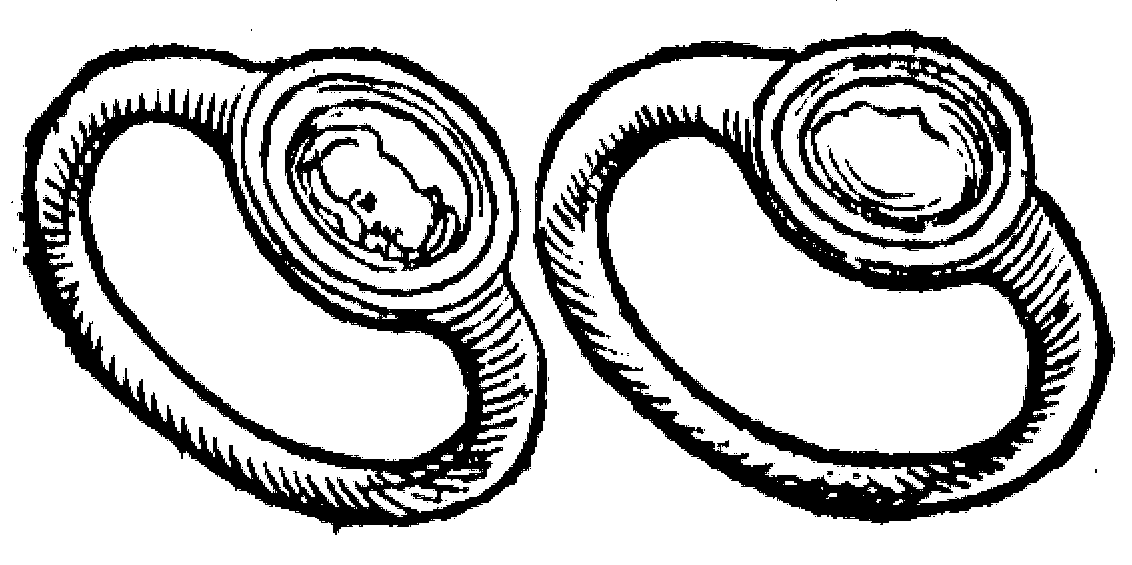
S. 142v
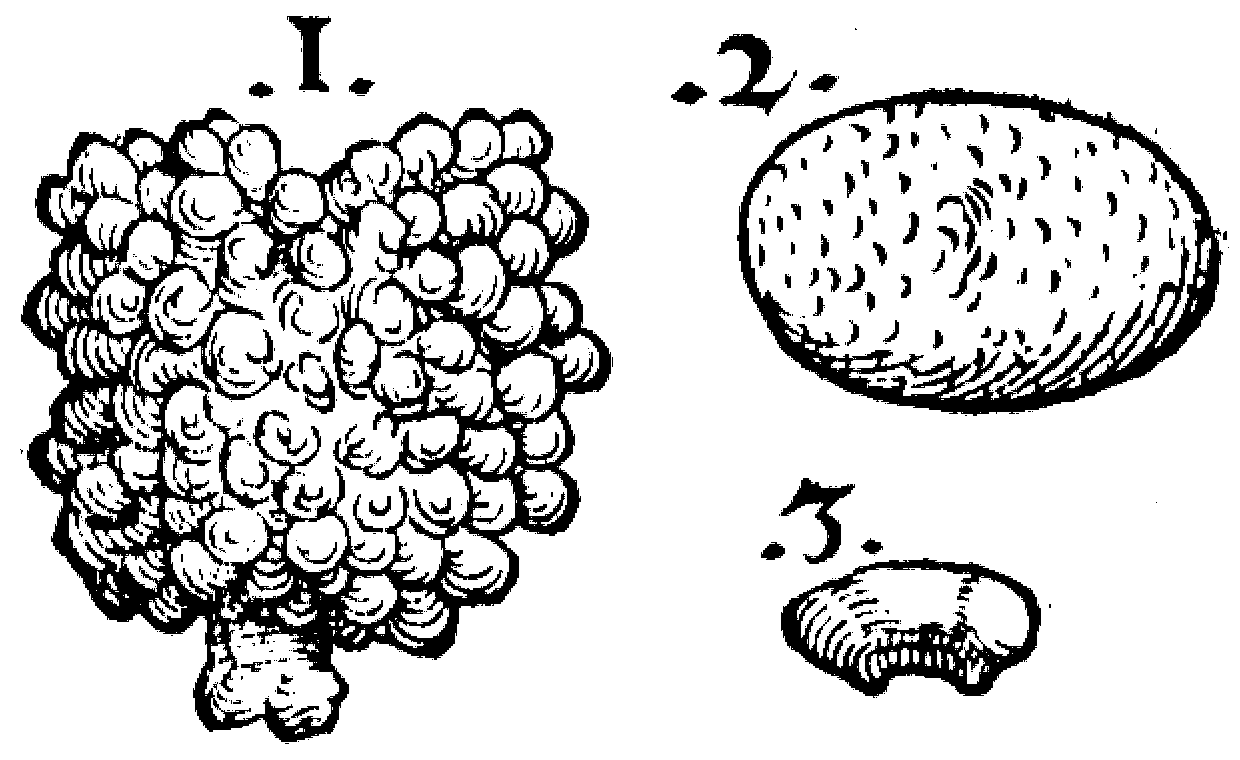
S. 146v
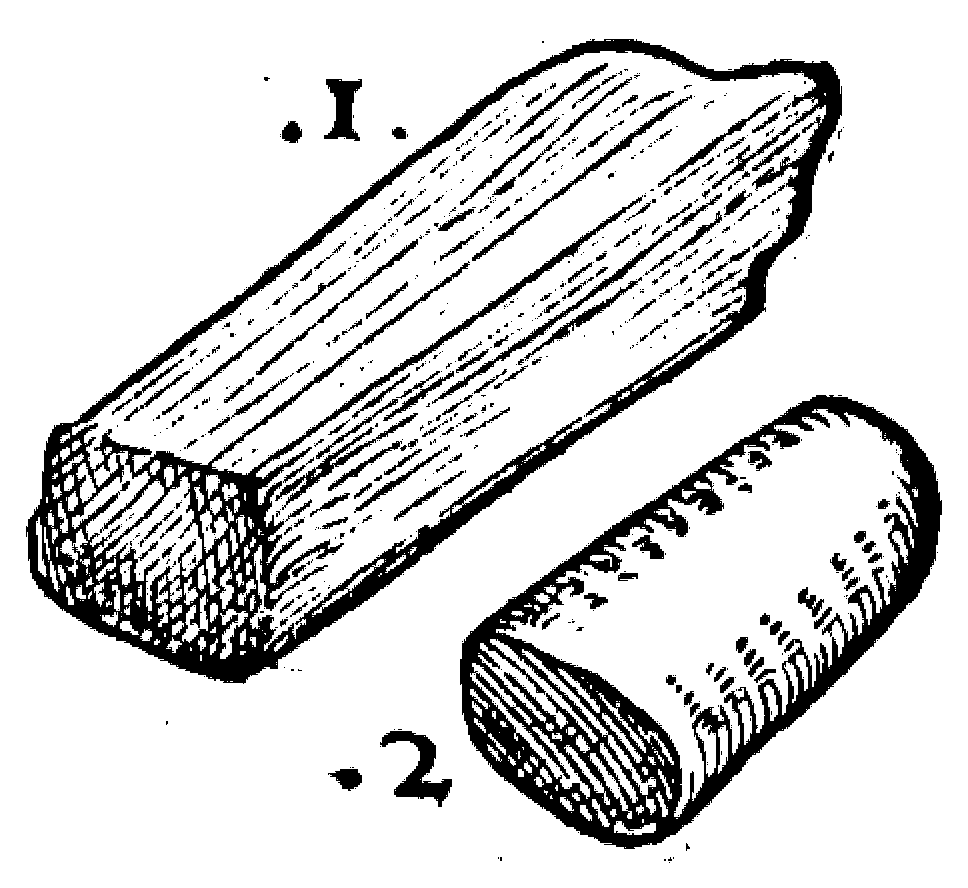
S. 150r
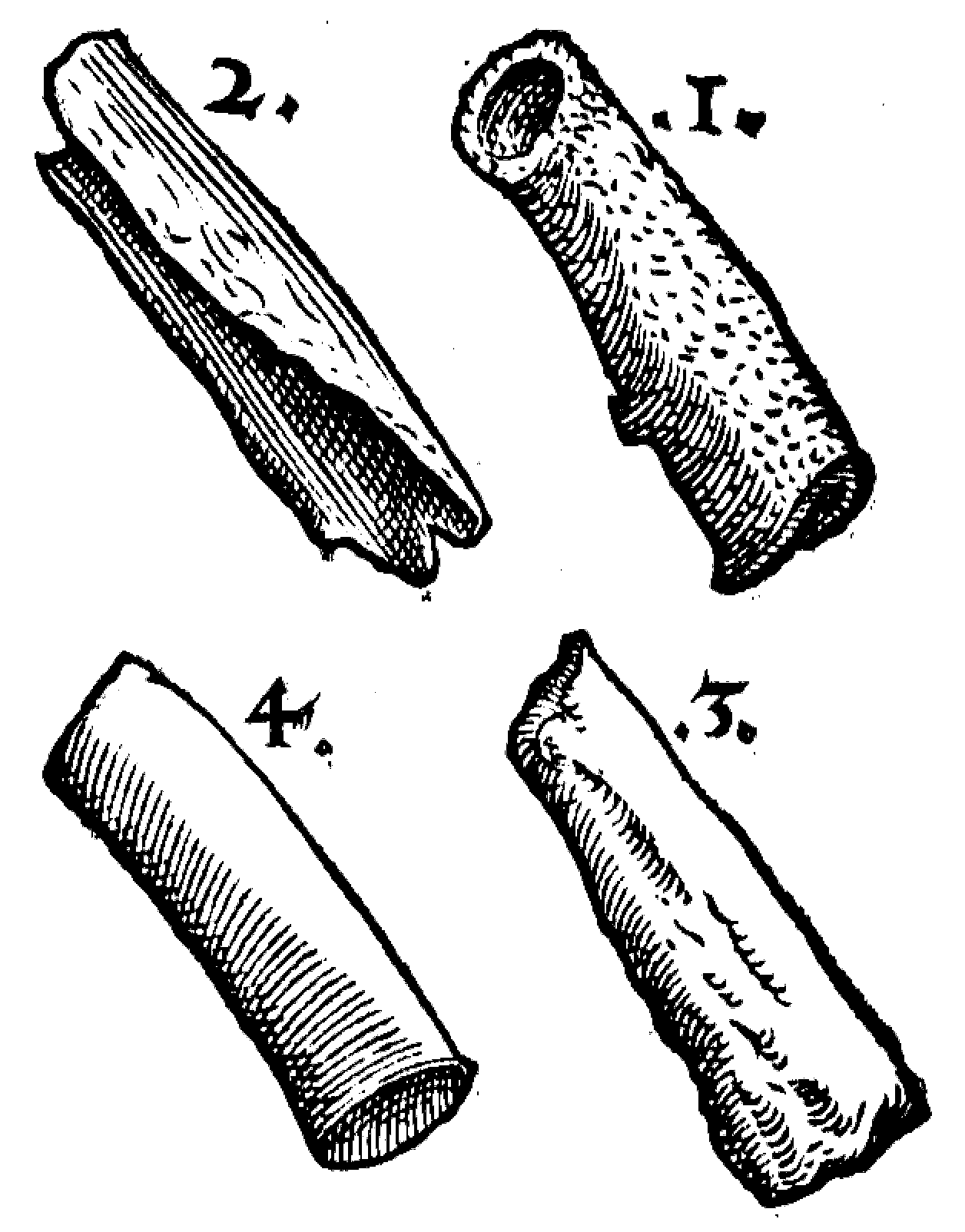
S. 151v
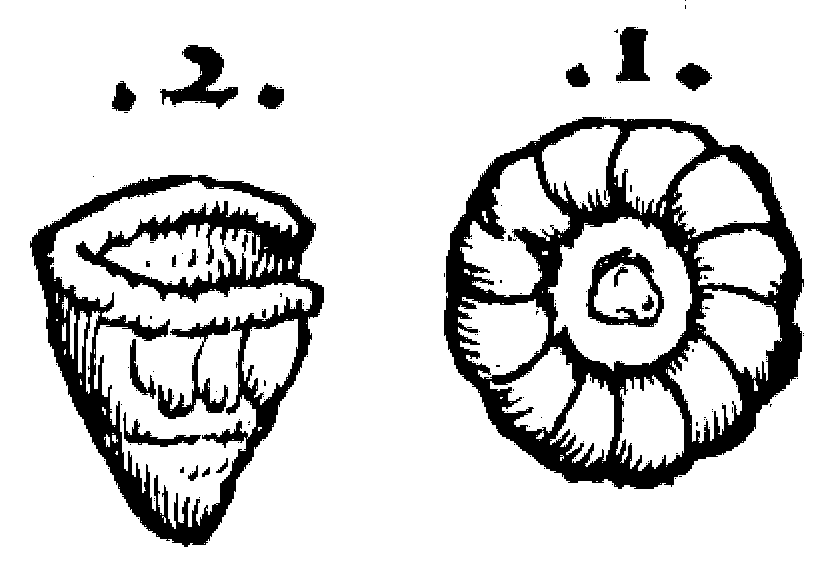
S. 156r
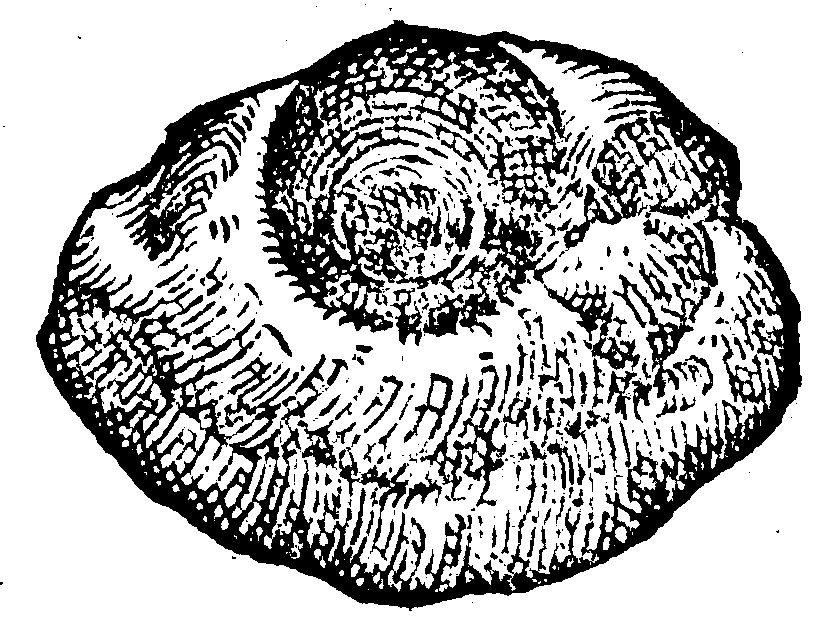
S. 158r
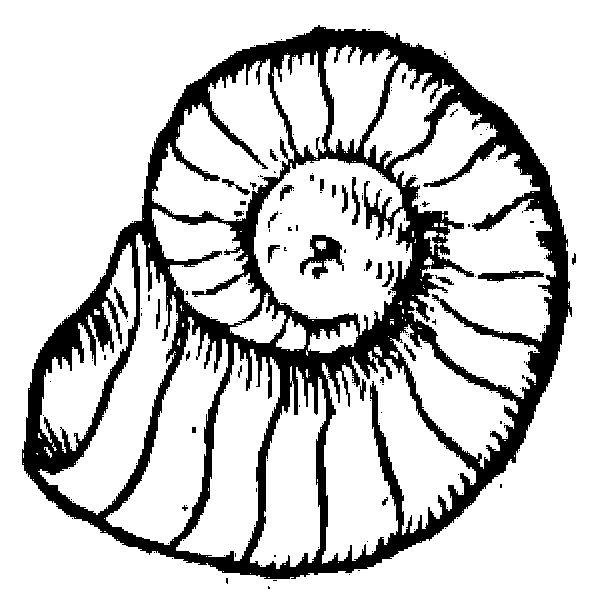
S. 159v
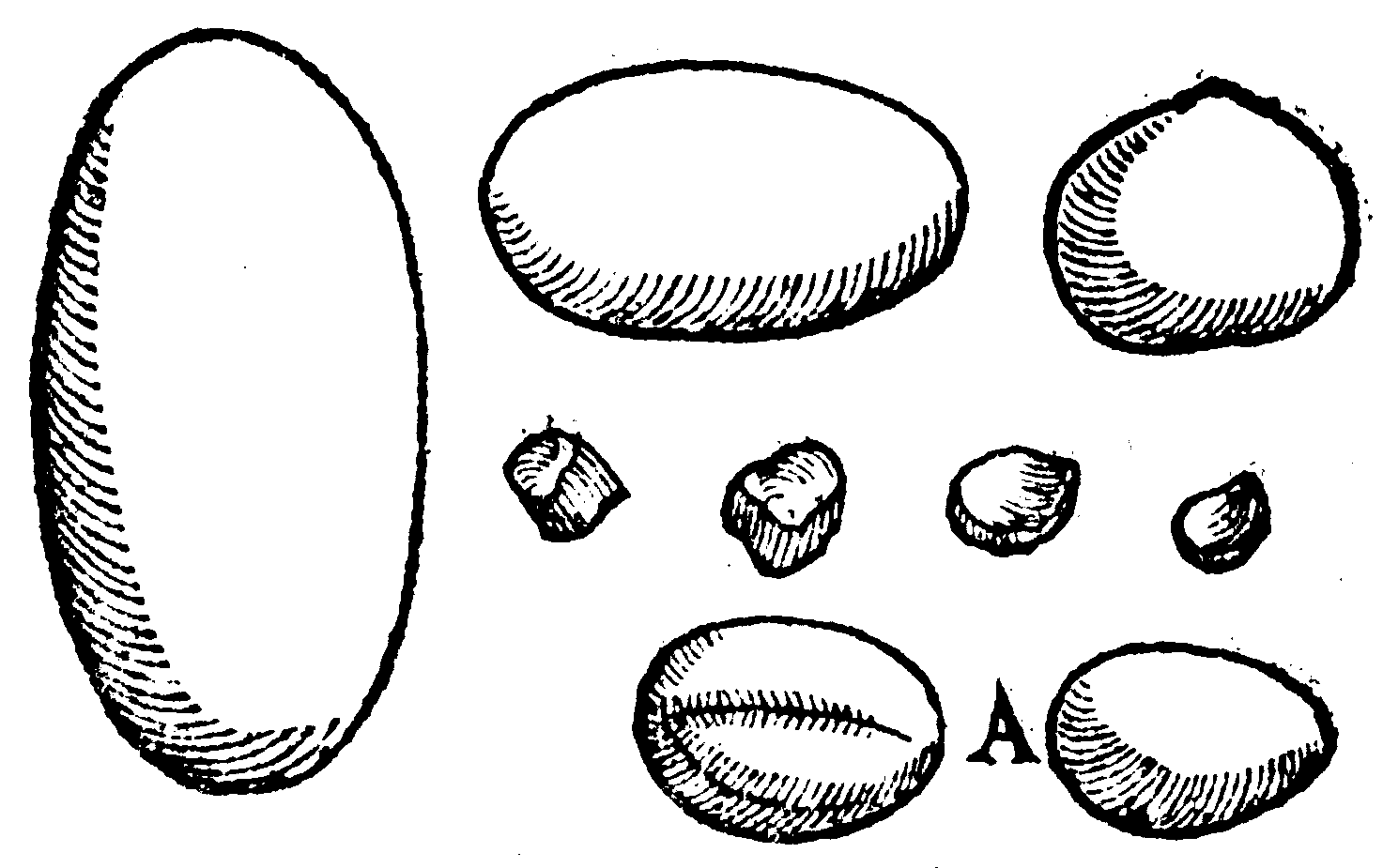
S. 160v
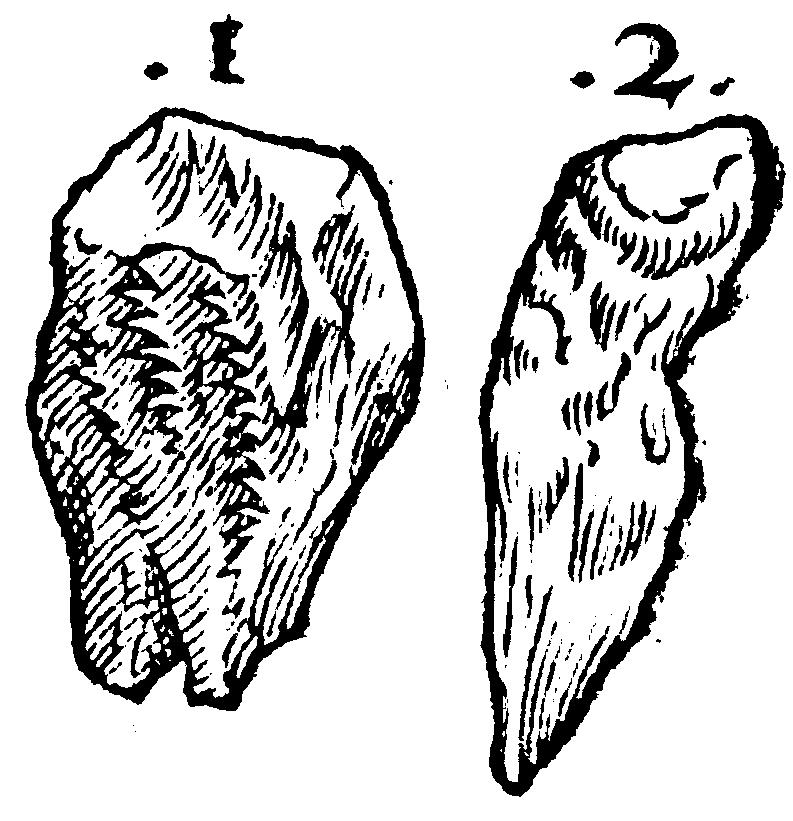
S. 161r
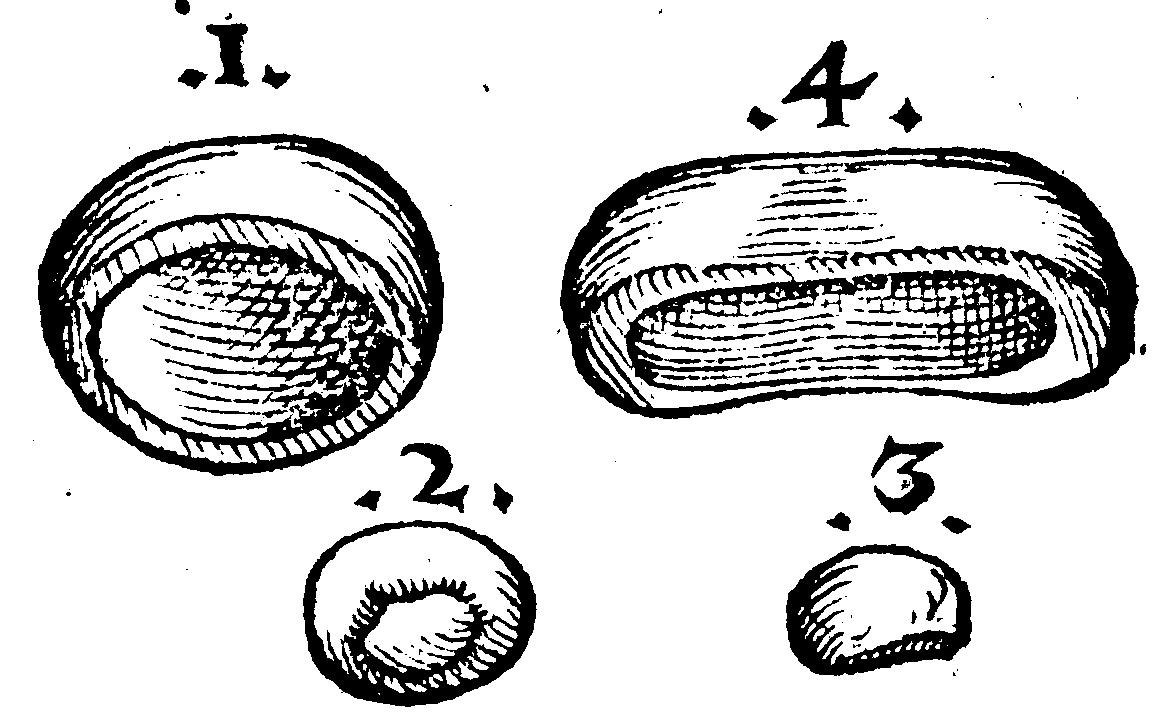
S. 161v

Caput I
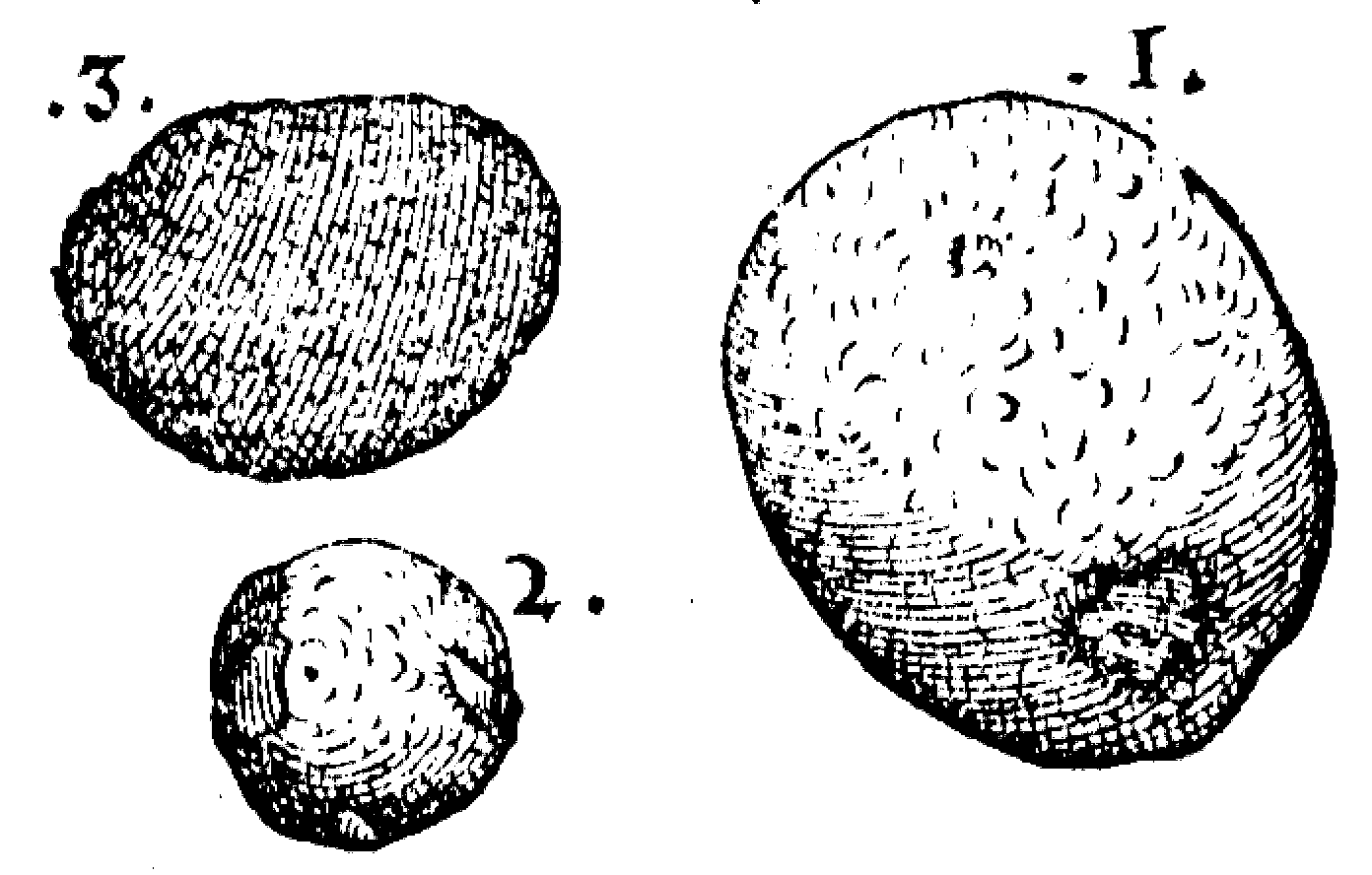
S. 10v, Abb. 1
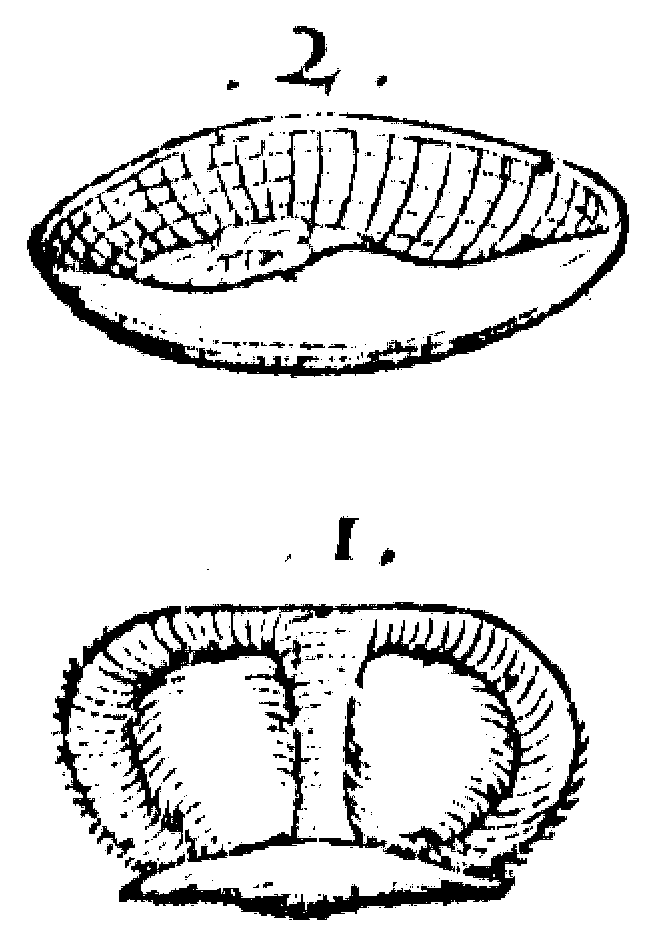
S. 10v, Abb. 2
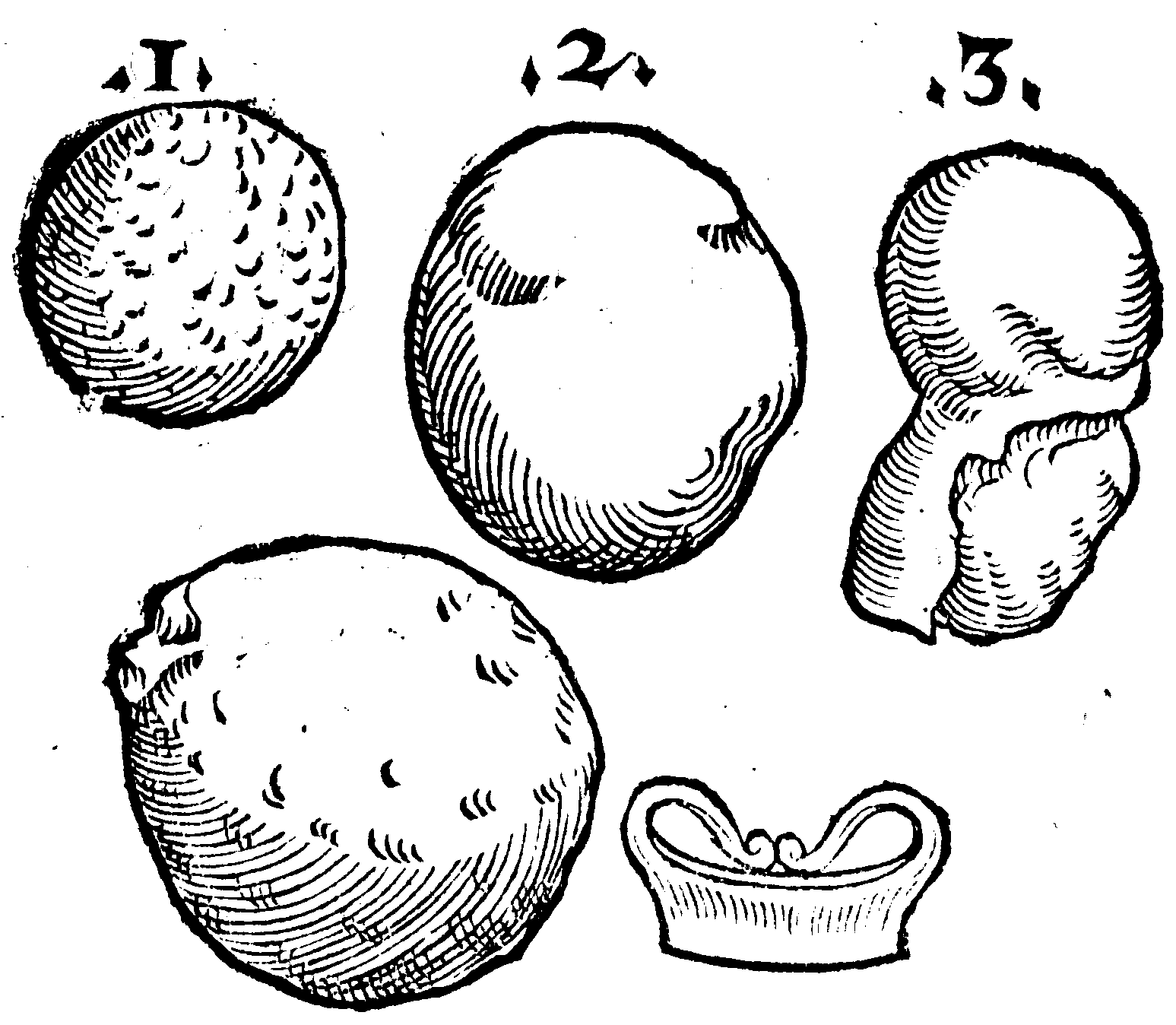
S. 12r
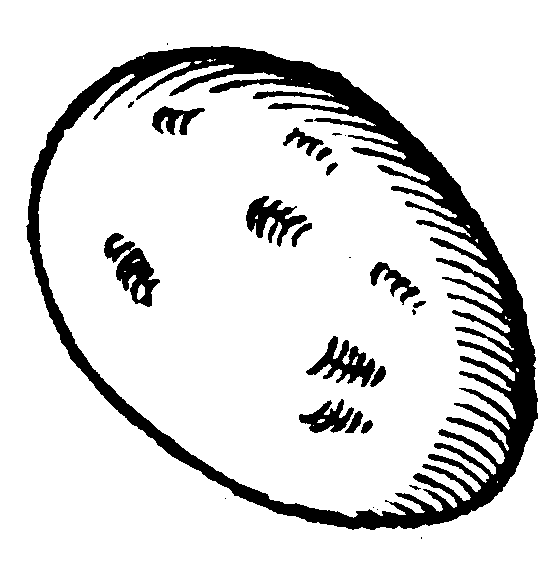
S. 13r
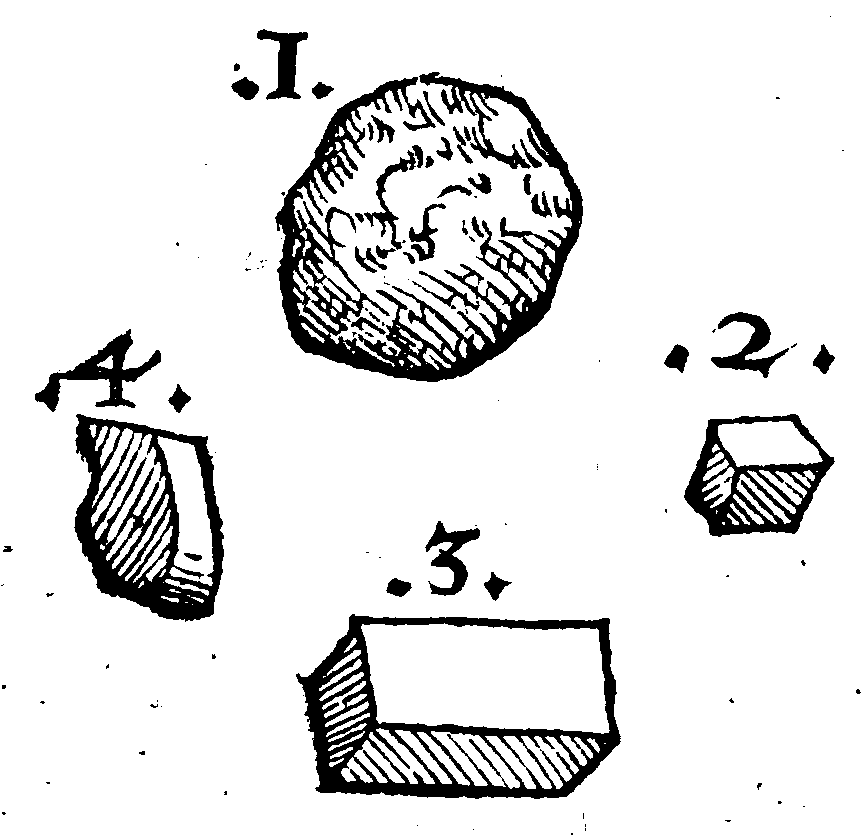
S. 13v
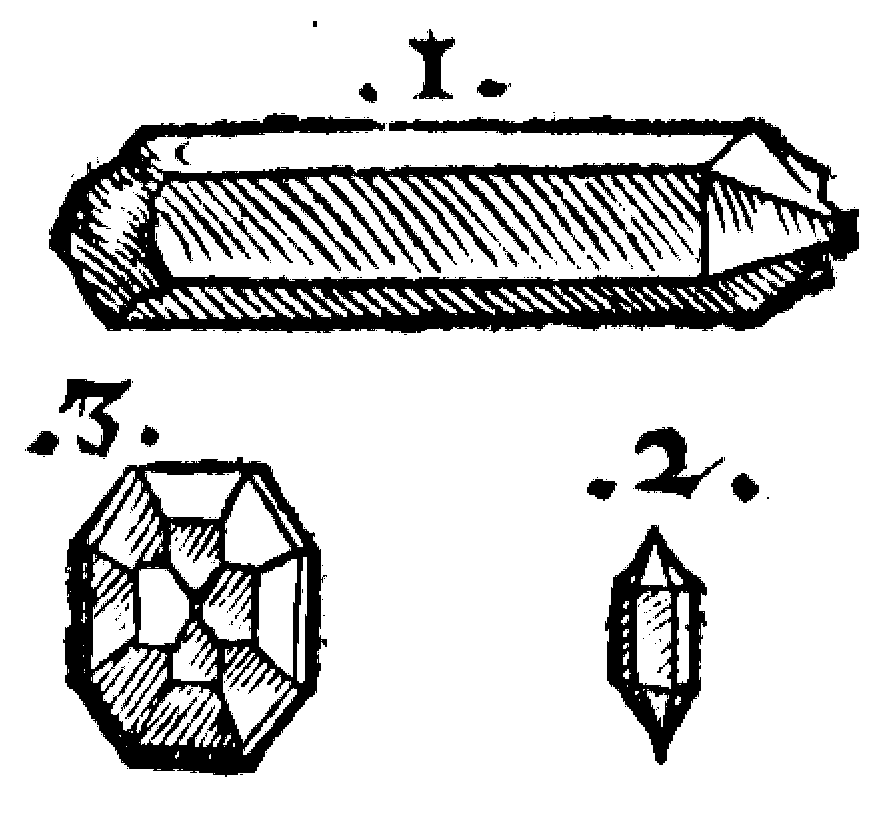
S. 18v
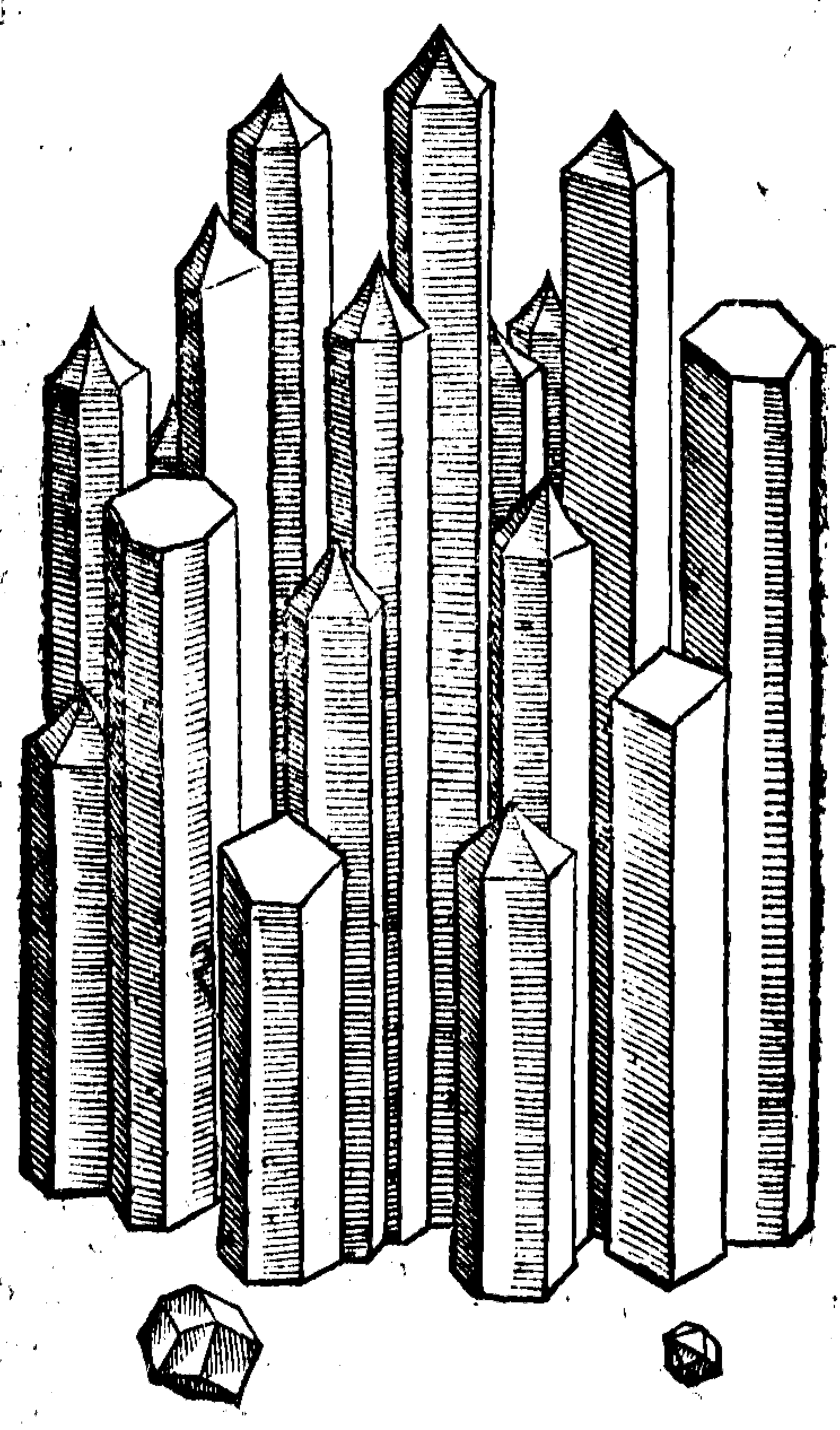
S. 21r
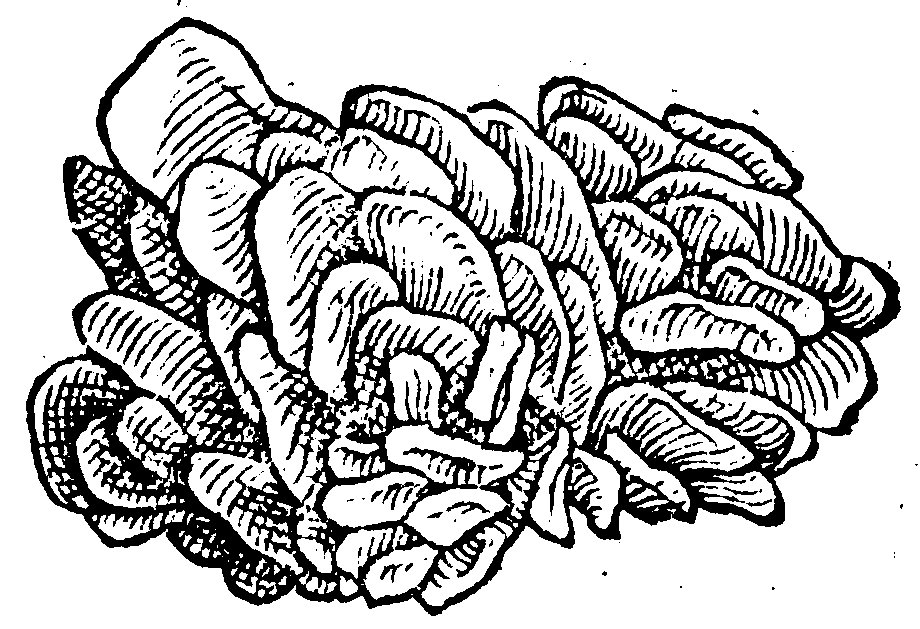
S. 26r
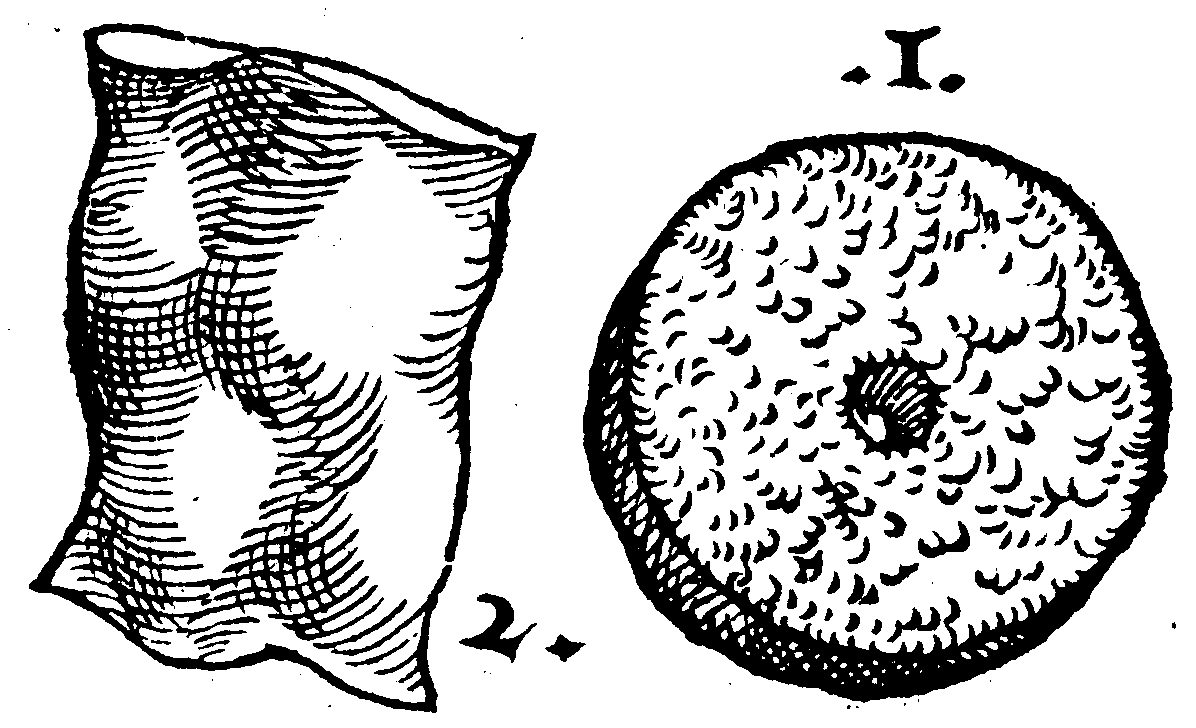
S. 30r
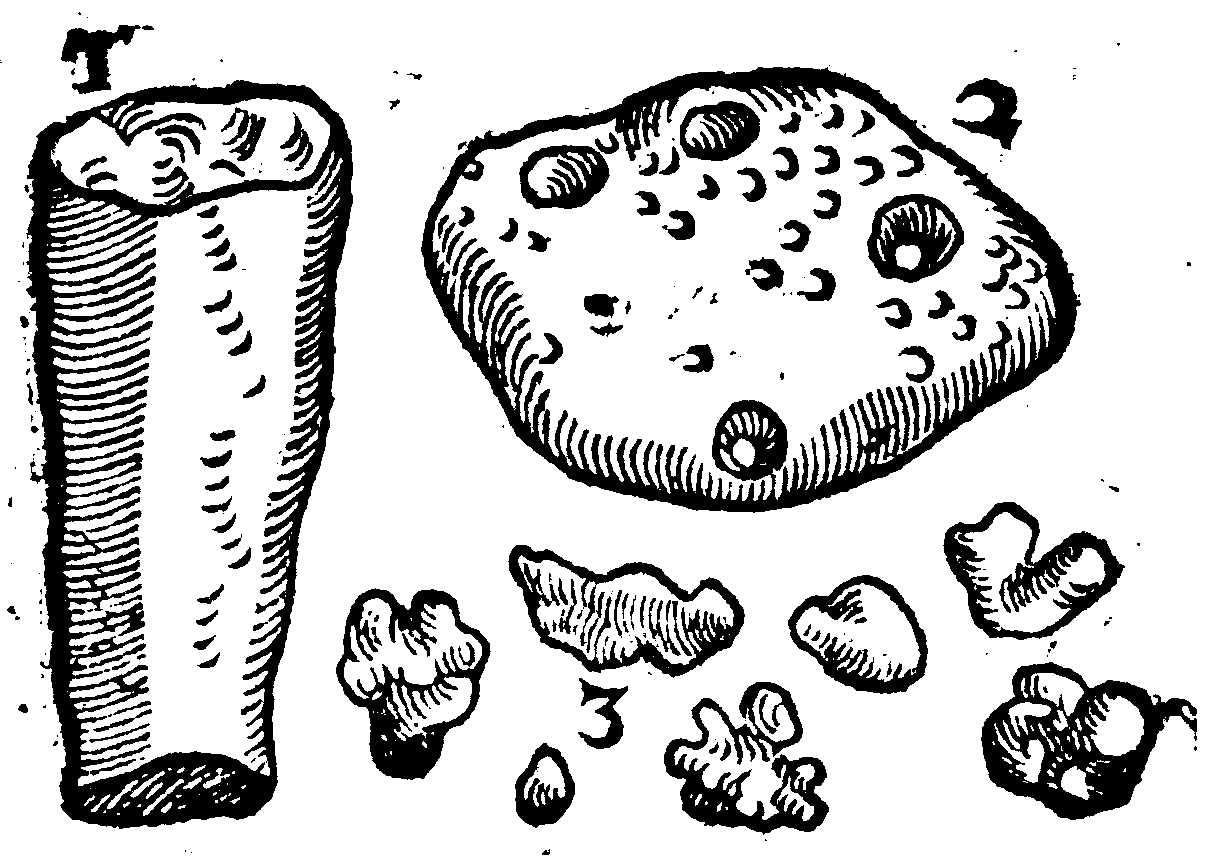
S. 30v
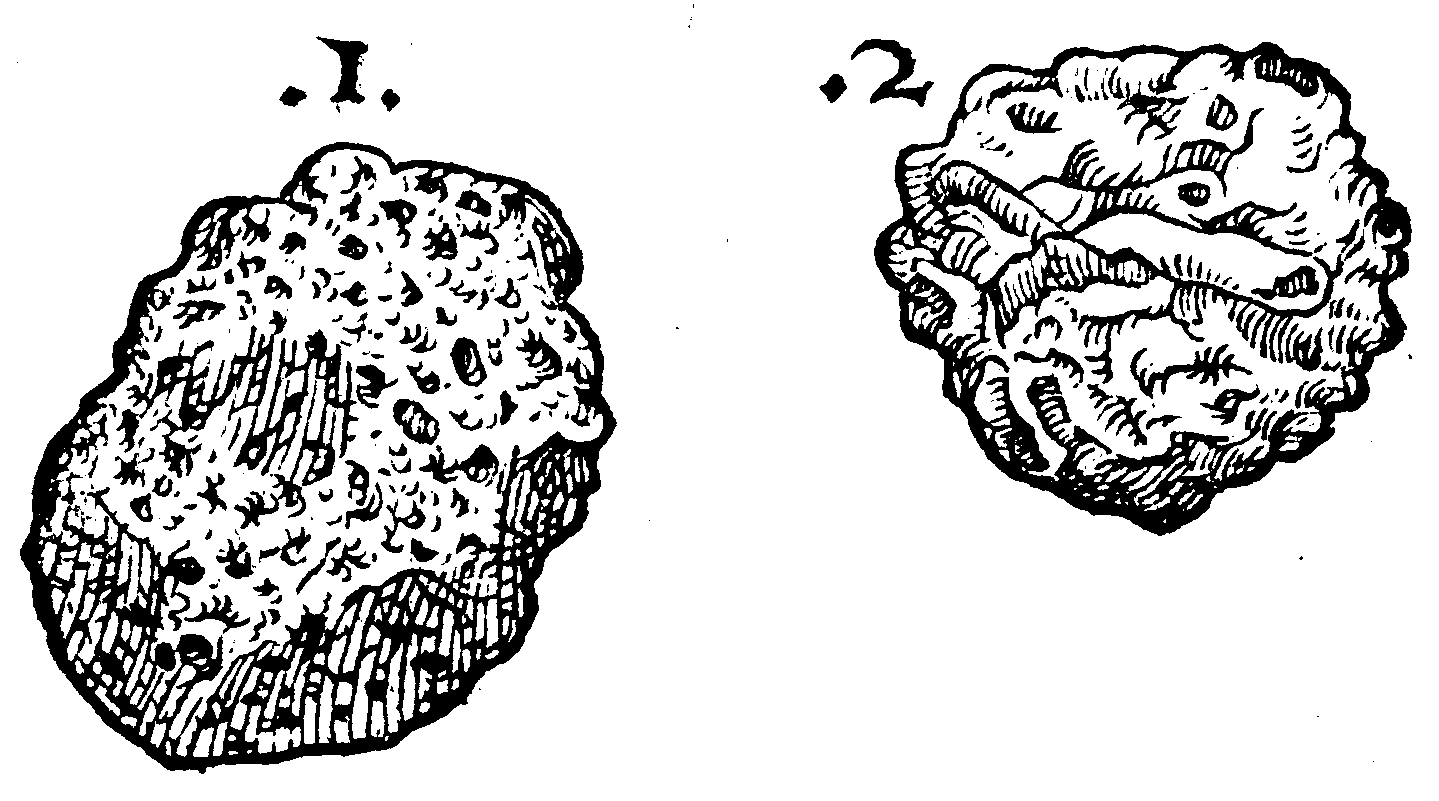
S. 31v
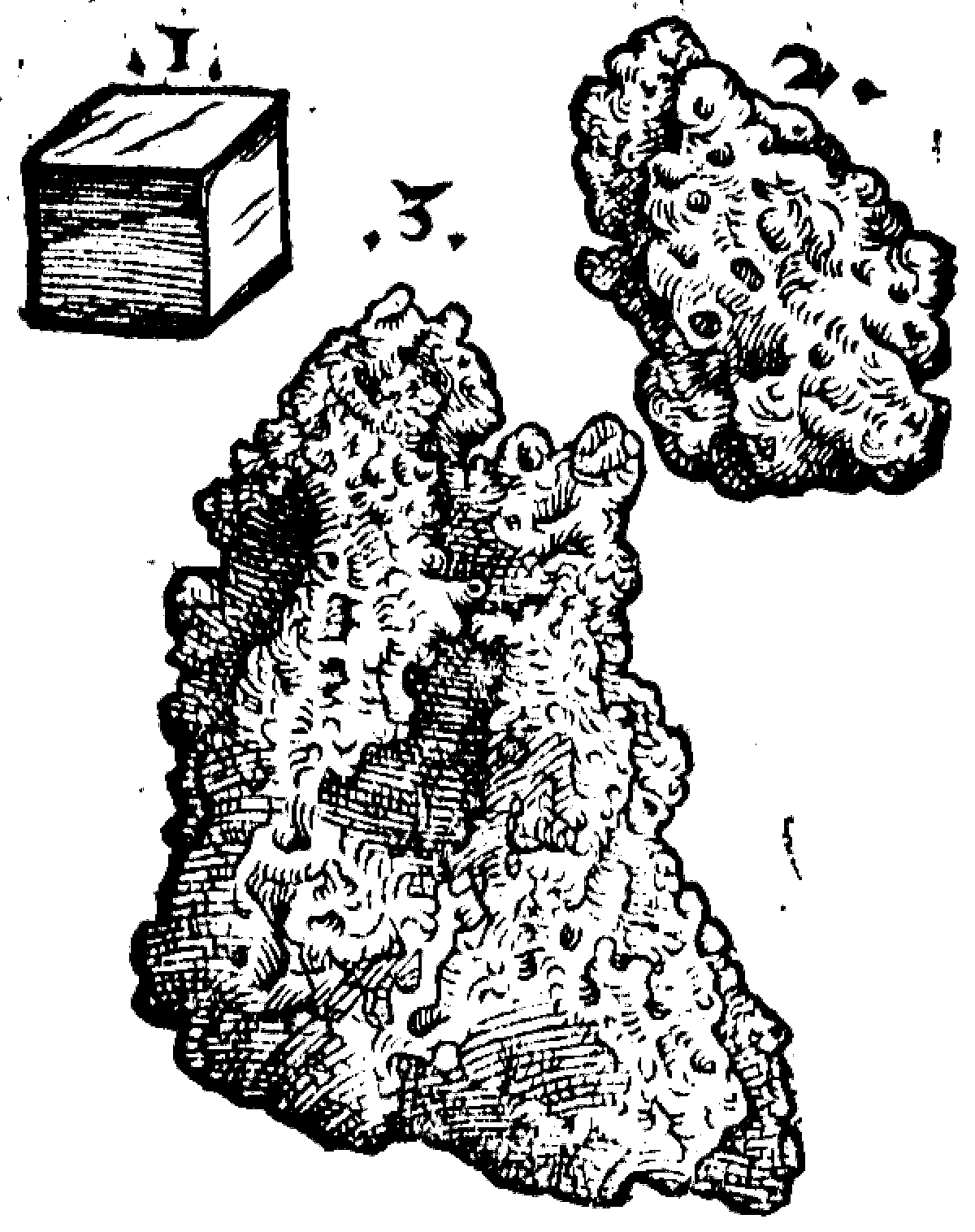
S. 34v, Abb. 1
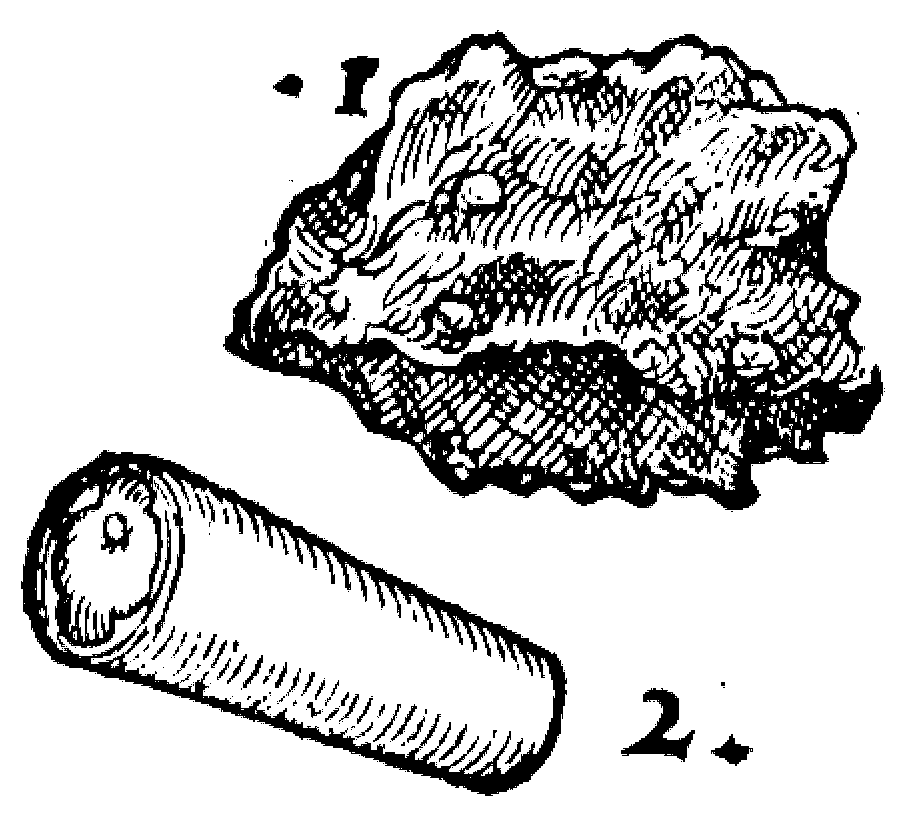
S. 34v, Abb. 2

- Caput II
- S. 35v
- S. 37r

- Caput III
- S. 61v
- S. 62v
- S. 64v

- Caput IIII
- S. 71v
- S. 75v
- S. 84r

- Caput V
- S. 89v
- S. 91r

Caput VI
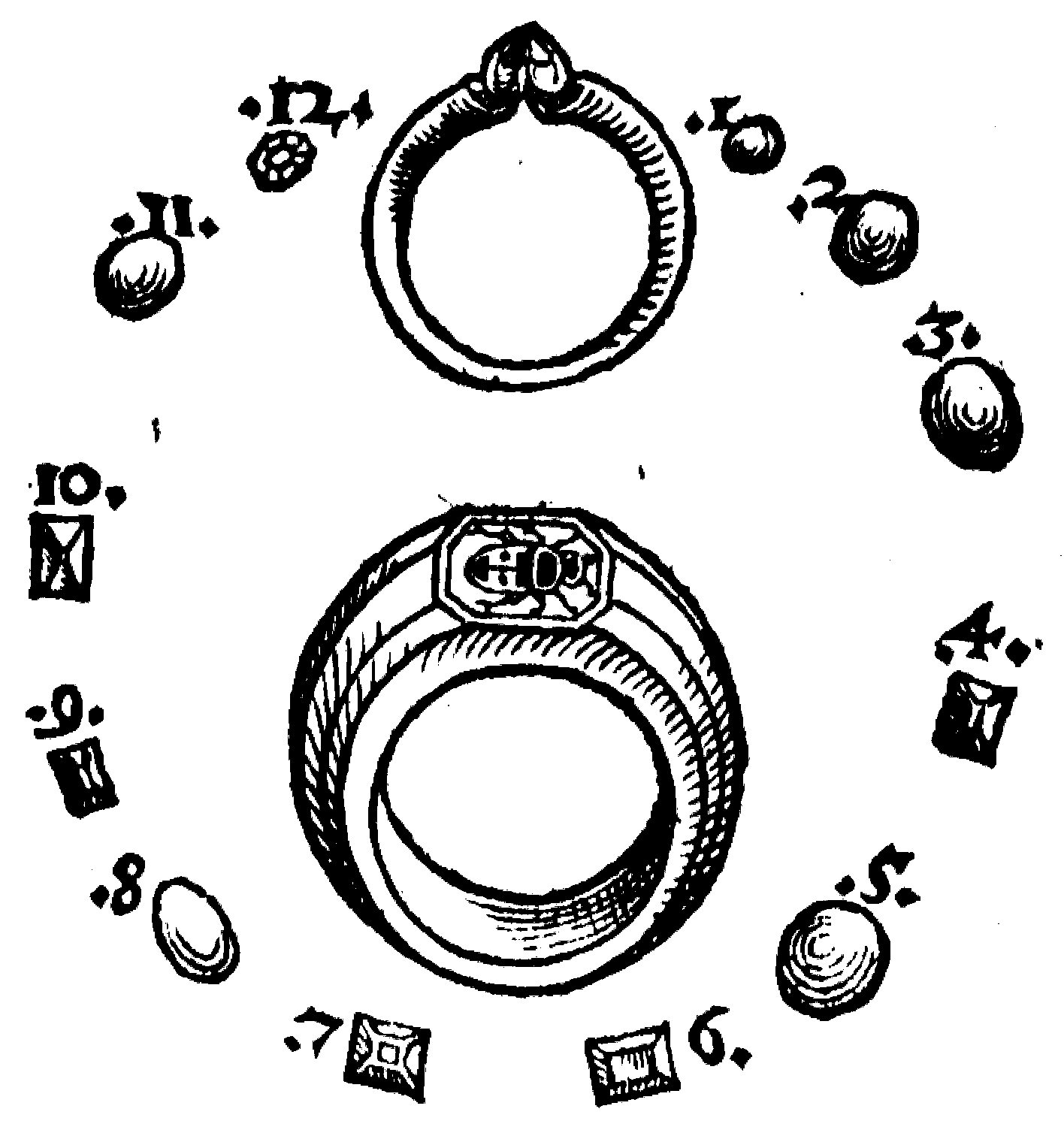
S. 99r
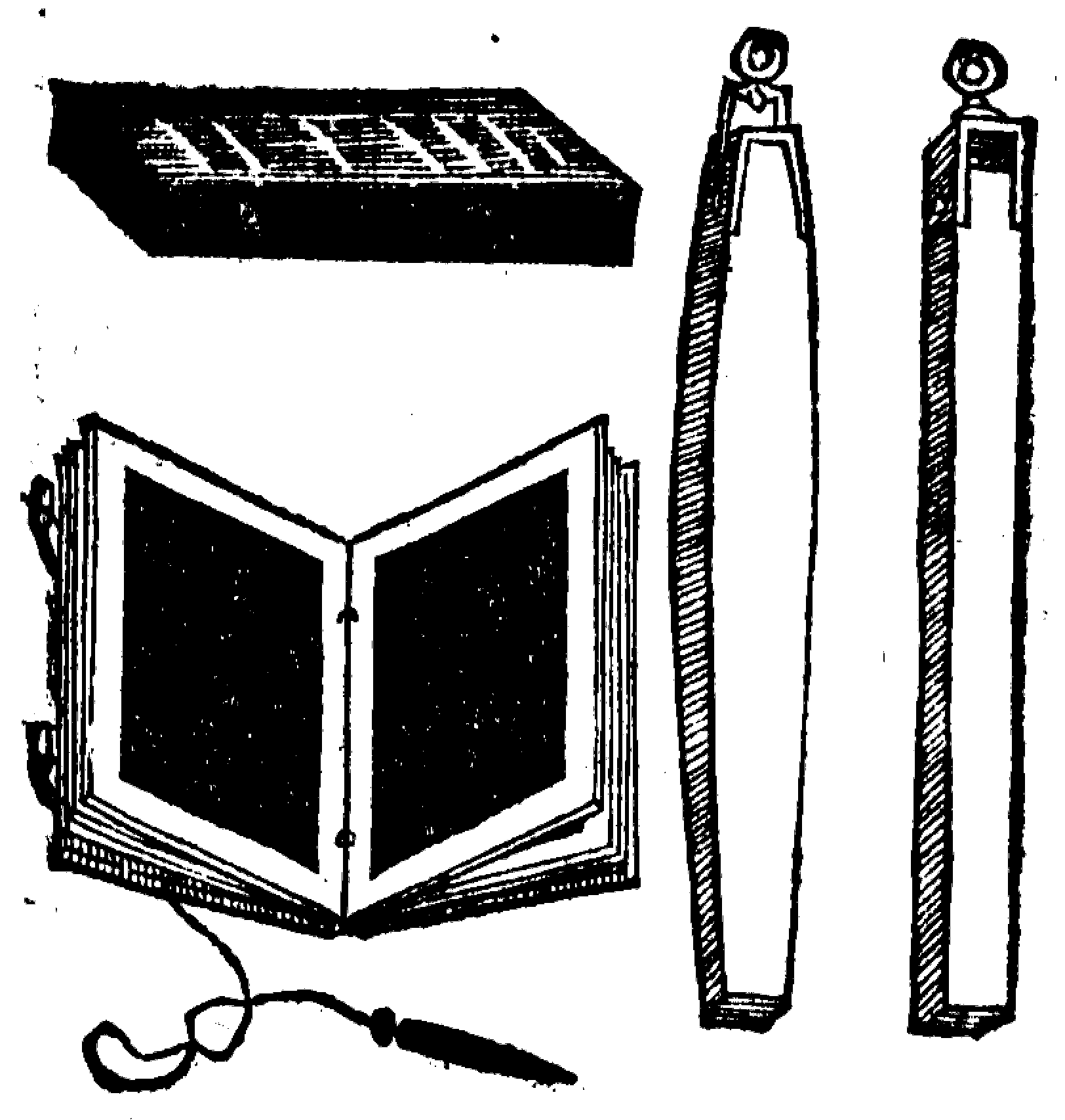
S. 101r
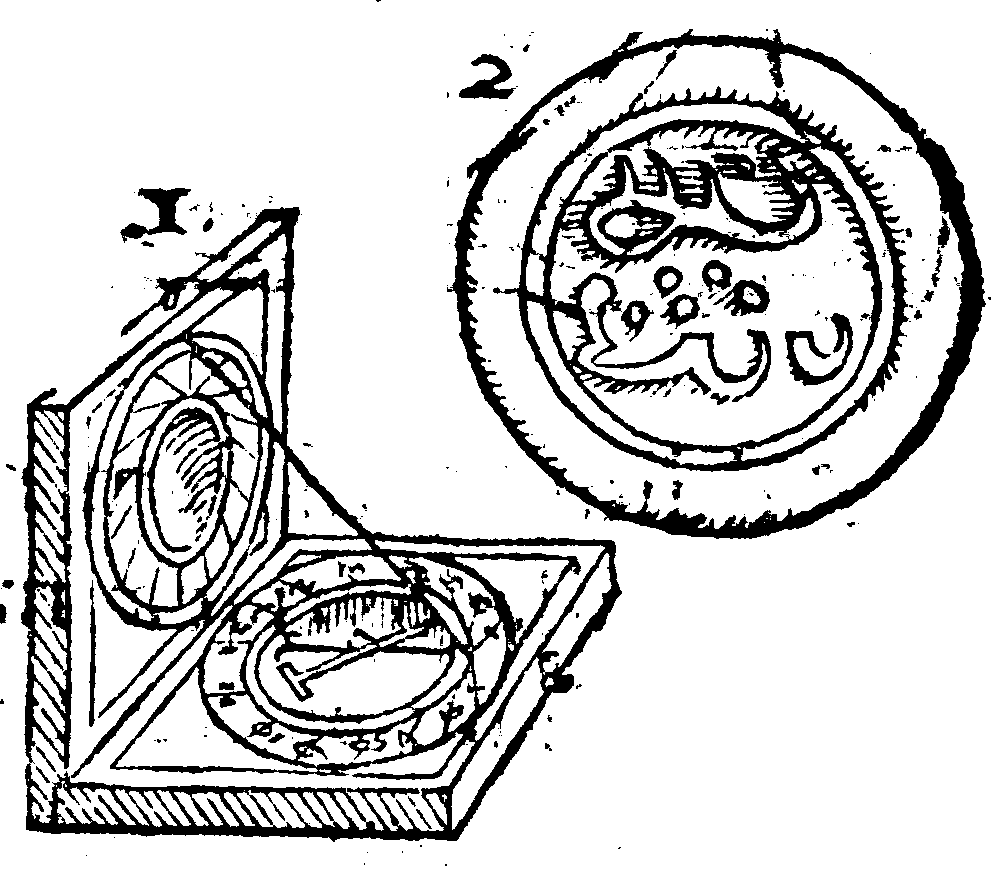
S. 102r
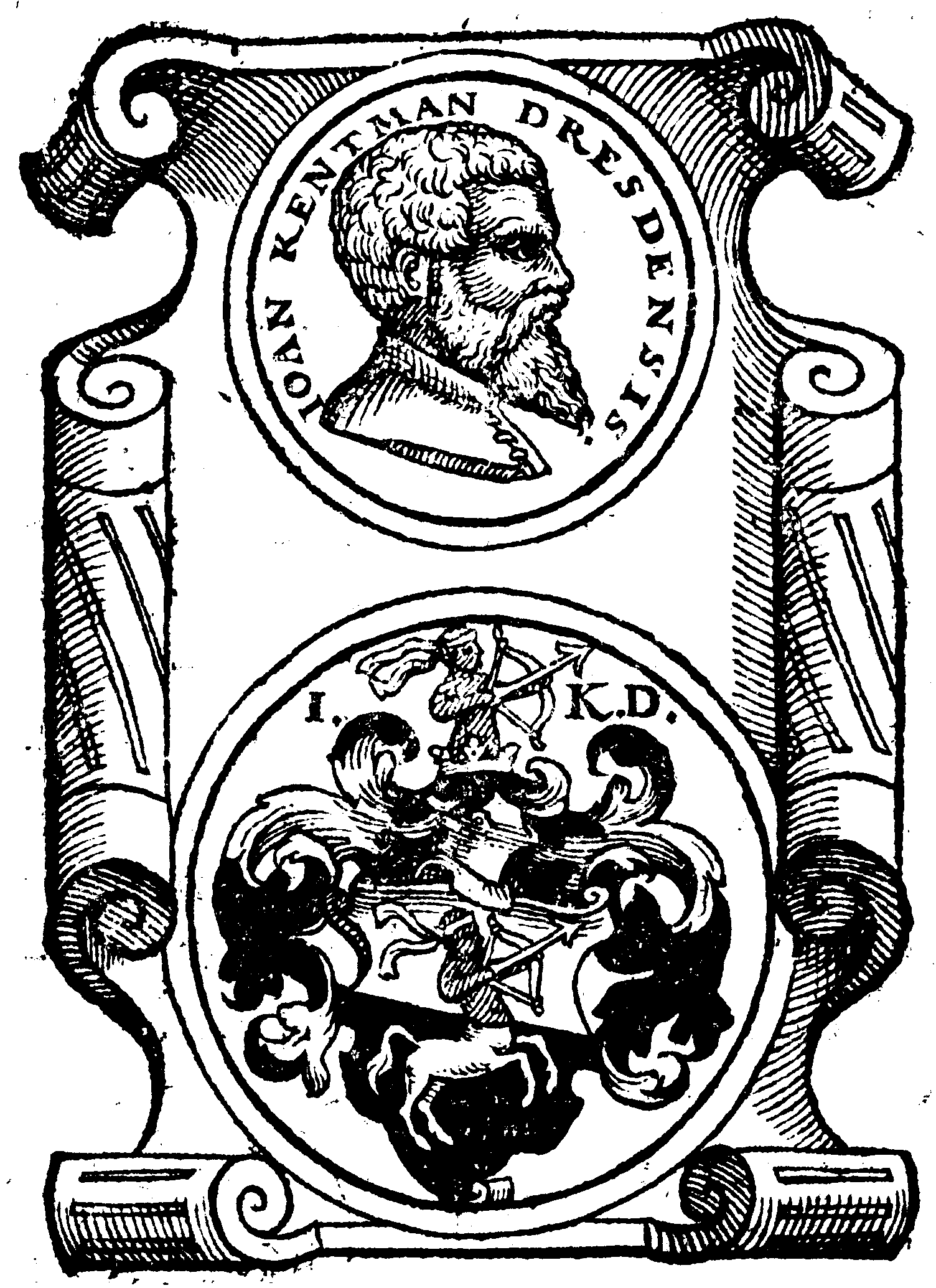
S. 102v
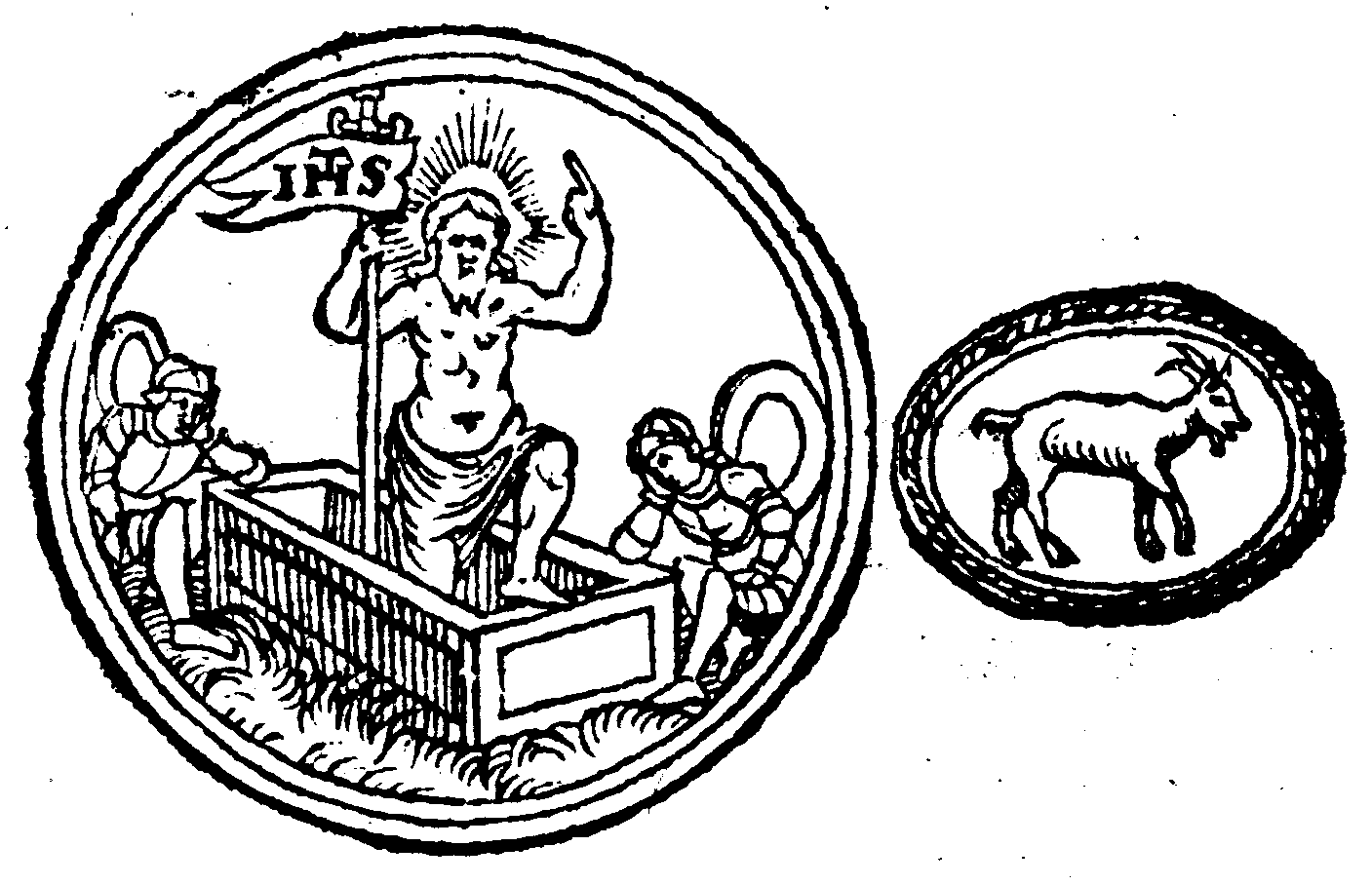
S. 103r
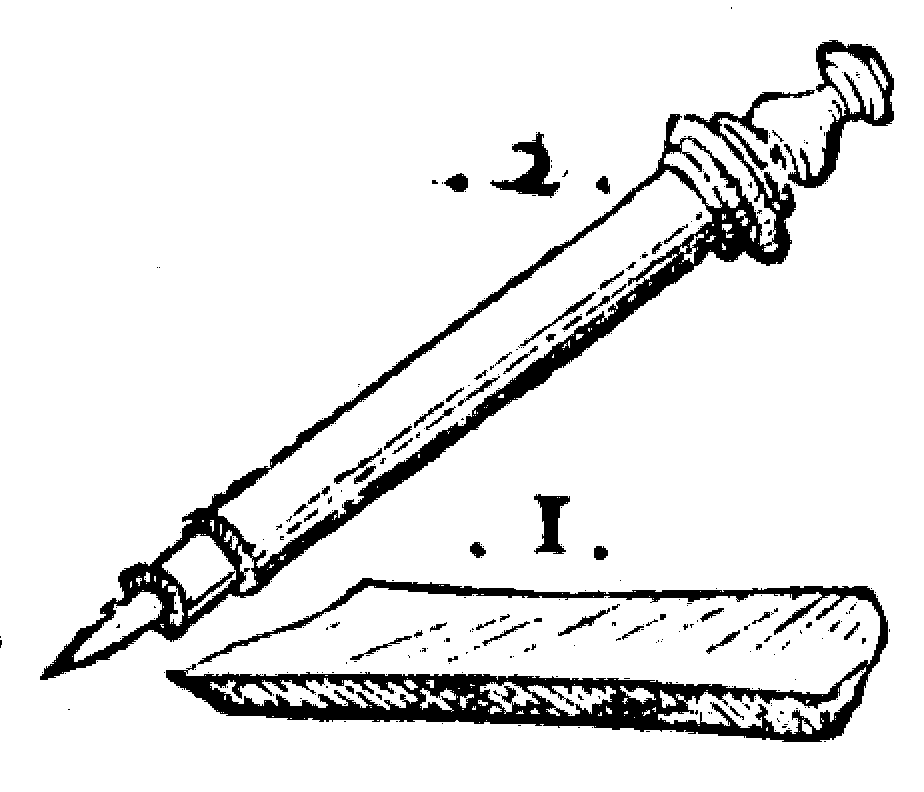
S. 104v
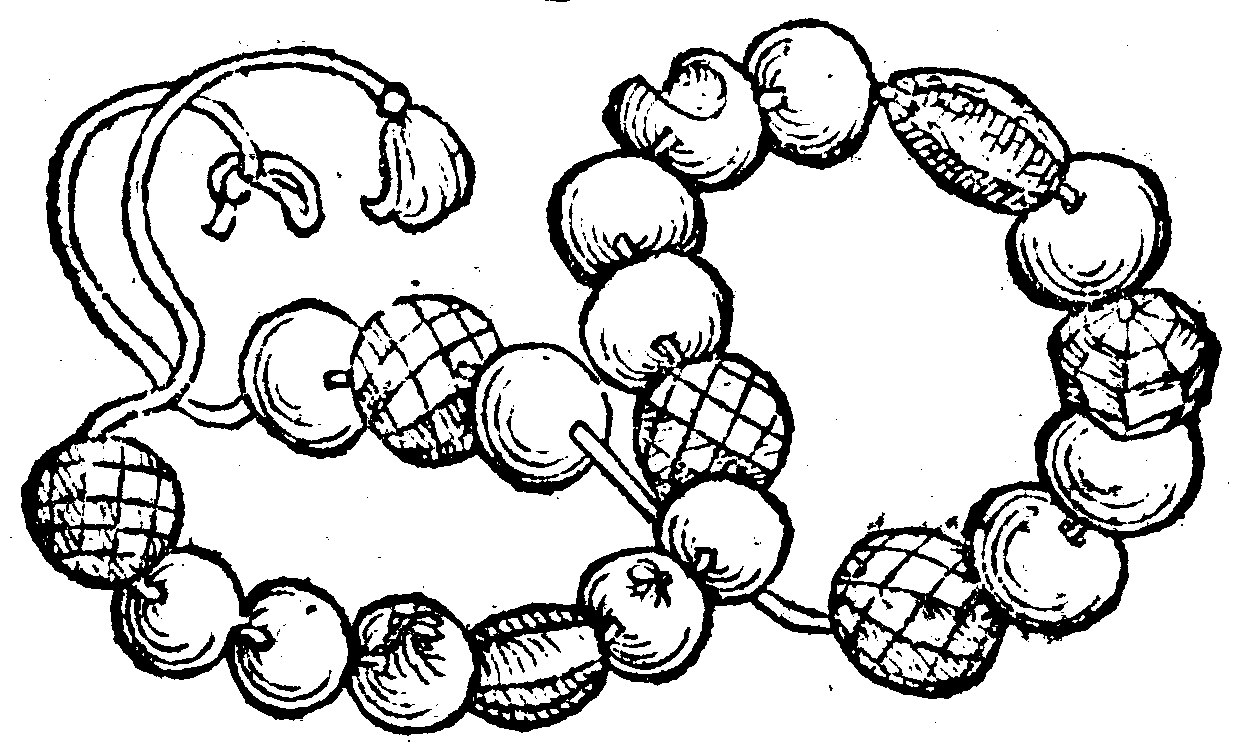
S. 105v
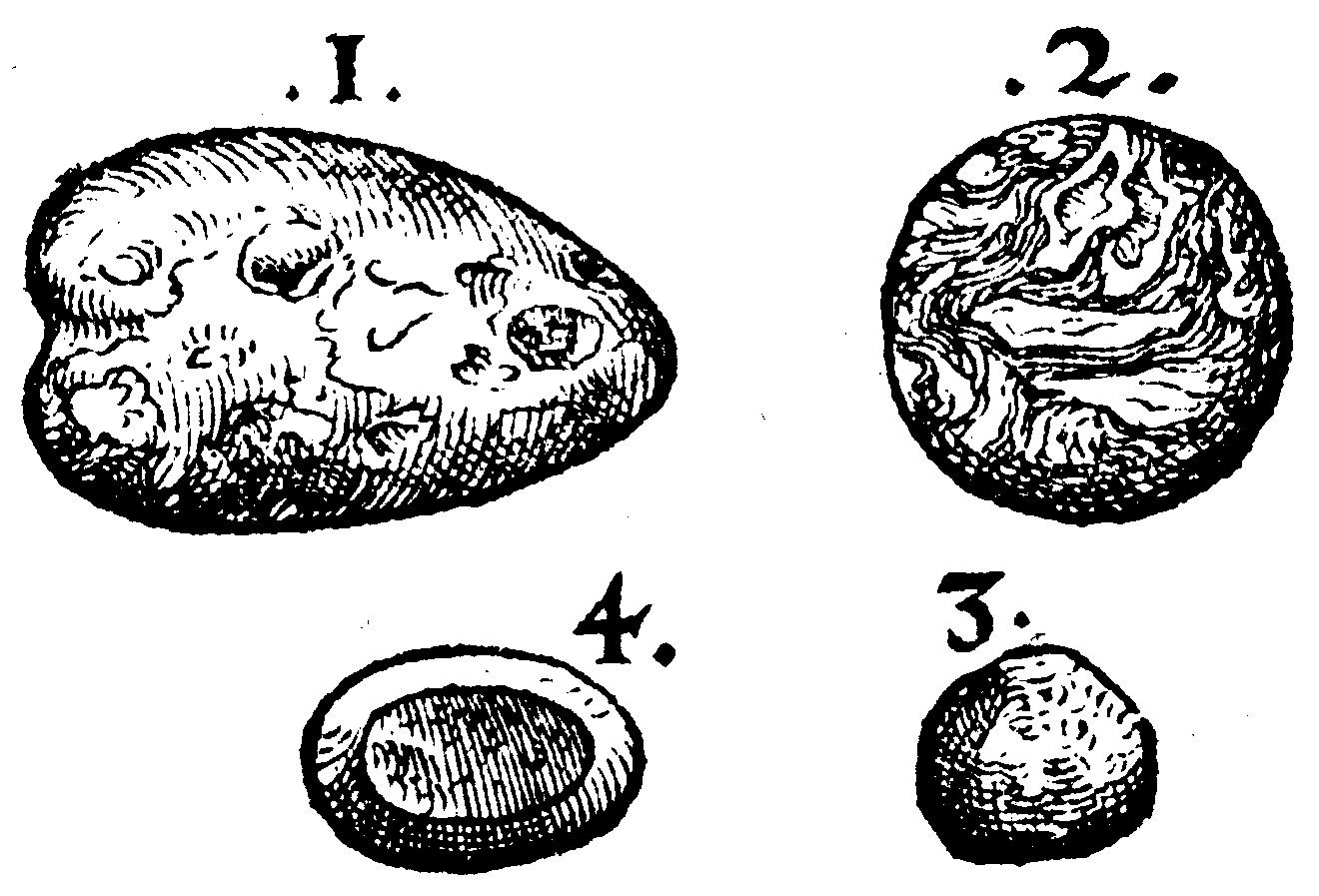
S. 106v
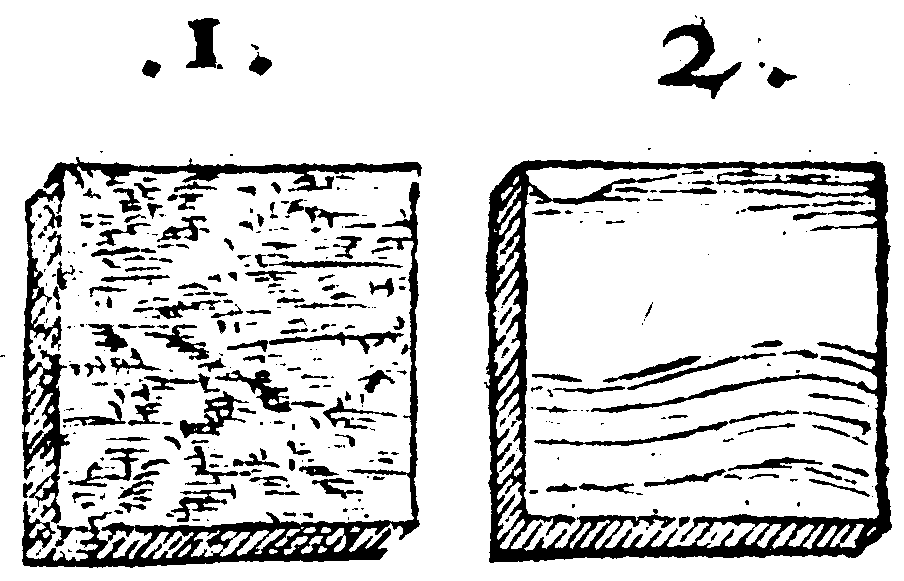
S. 107r, Abb. 1
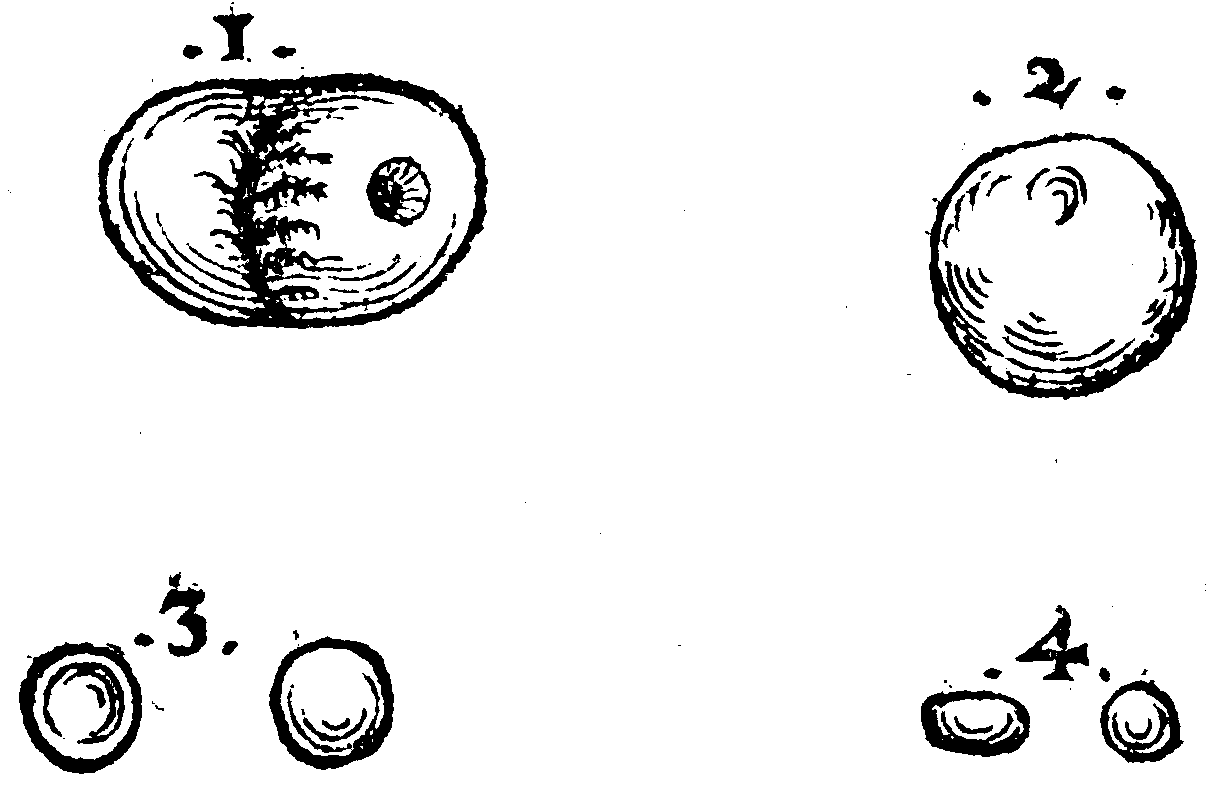
S. 107r, Abb. 2
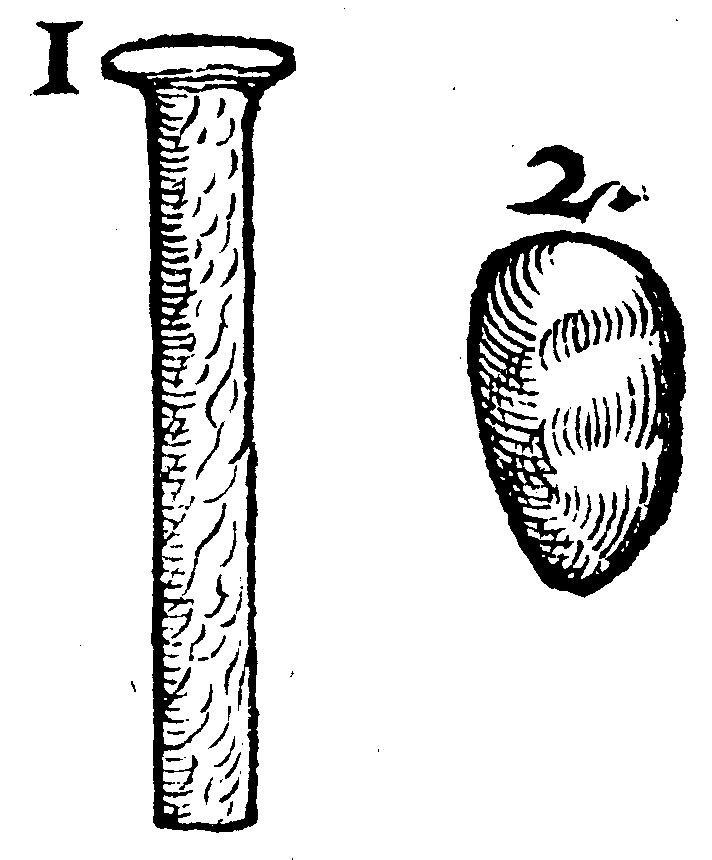
S. 108r
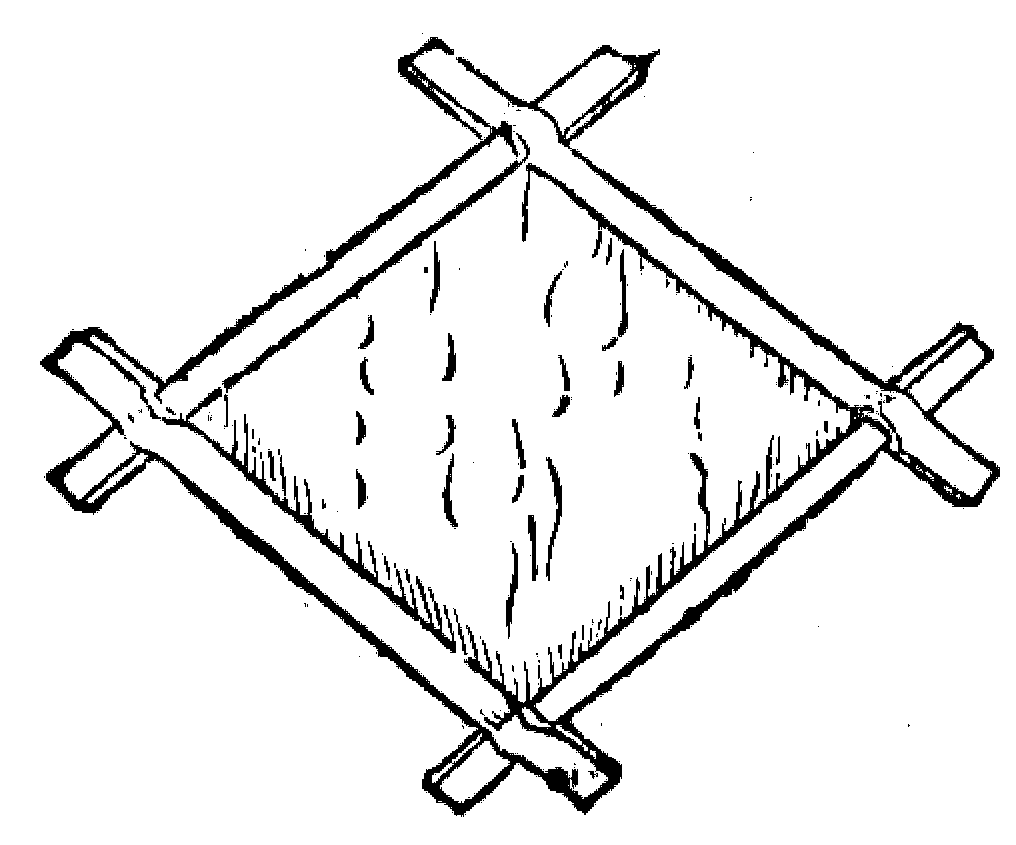
S. 109v
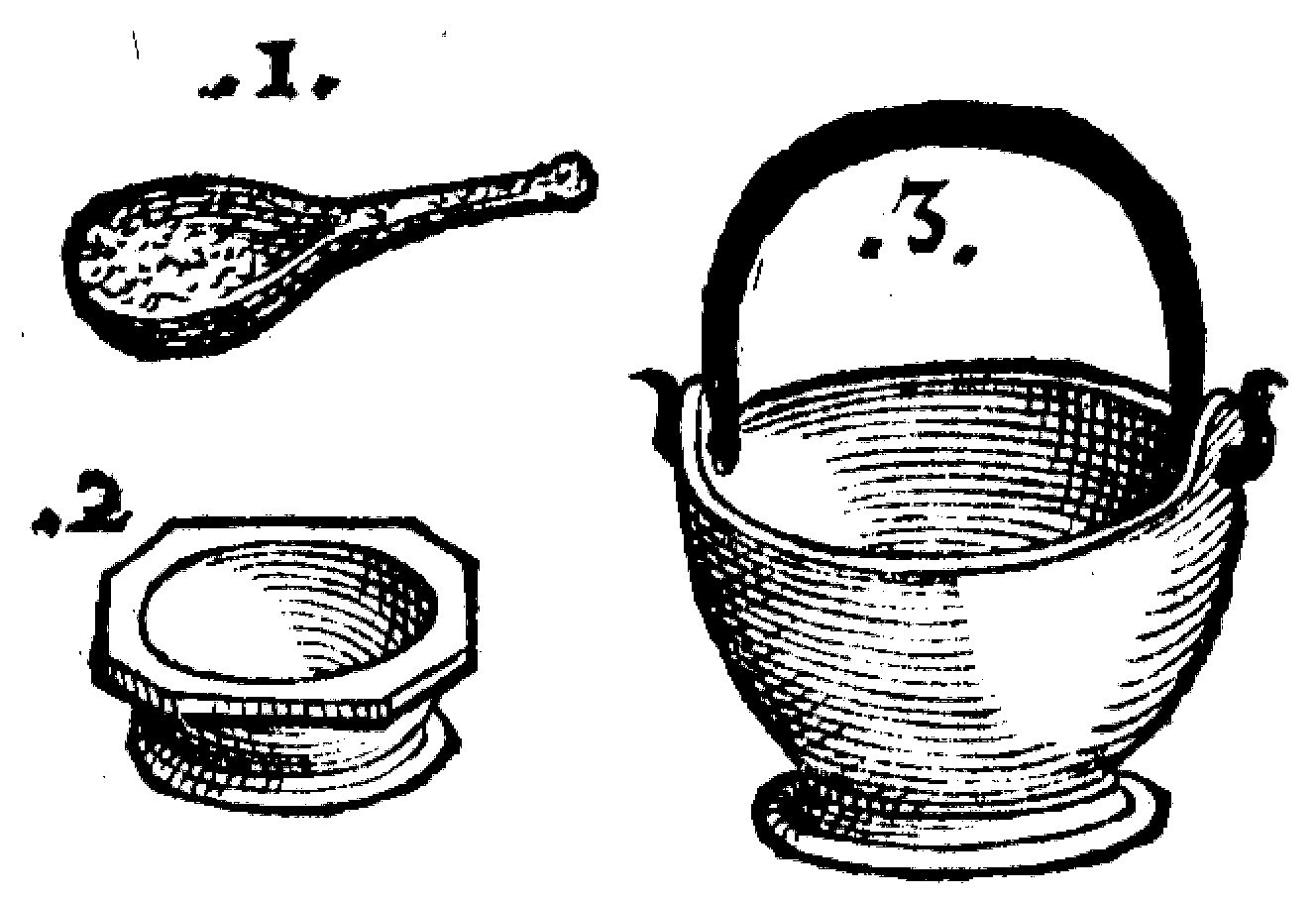
S. 111v
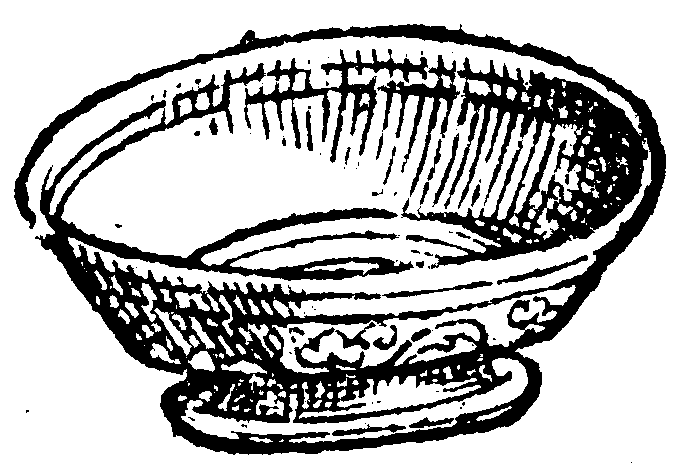
S. 113r

- Caput VII
- S. 117r

- Caput IX
- S. 125v
- S. 128v

- Caput X
- S. 132r
- S. 132v
- S. 133v

- Caput XI
- S. 135v
- S. 137v
- S. 138r

- Caput XII
- S. 140r
- S. 142v
- S. 146v
- S. 150r
- S. 151v
- S. 156r
- S. 158r
- S. 159v
- S. 160v
- S. 161r
- S. 161v

Caput XIIII
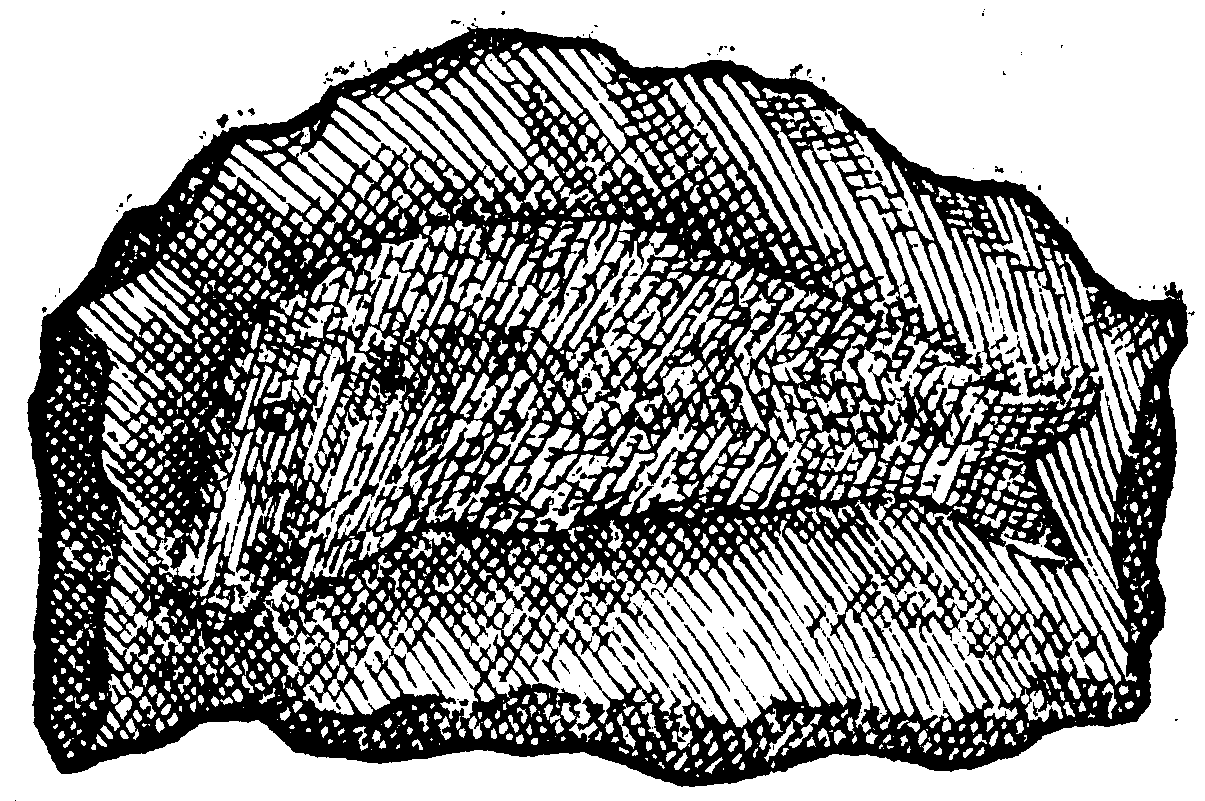
S. 162r
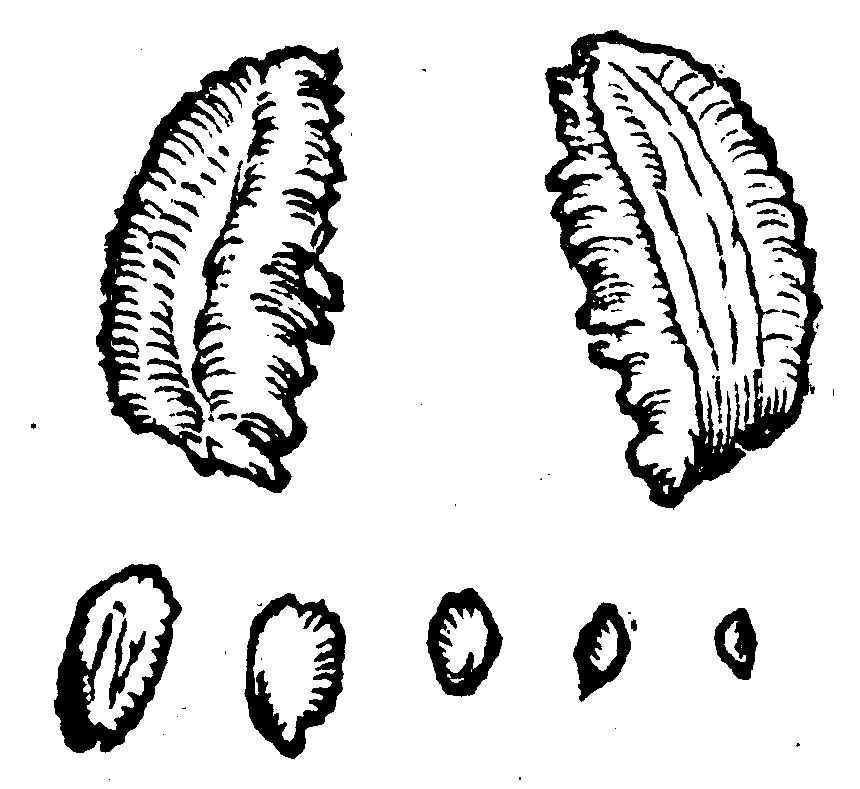
S. 162v, Abb. 1

Caput XV
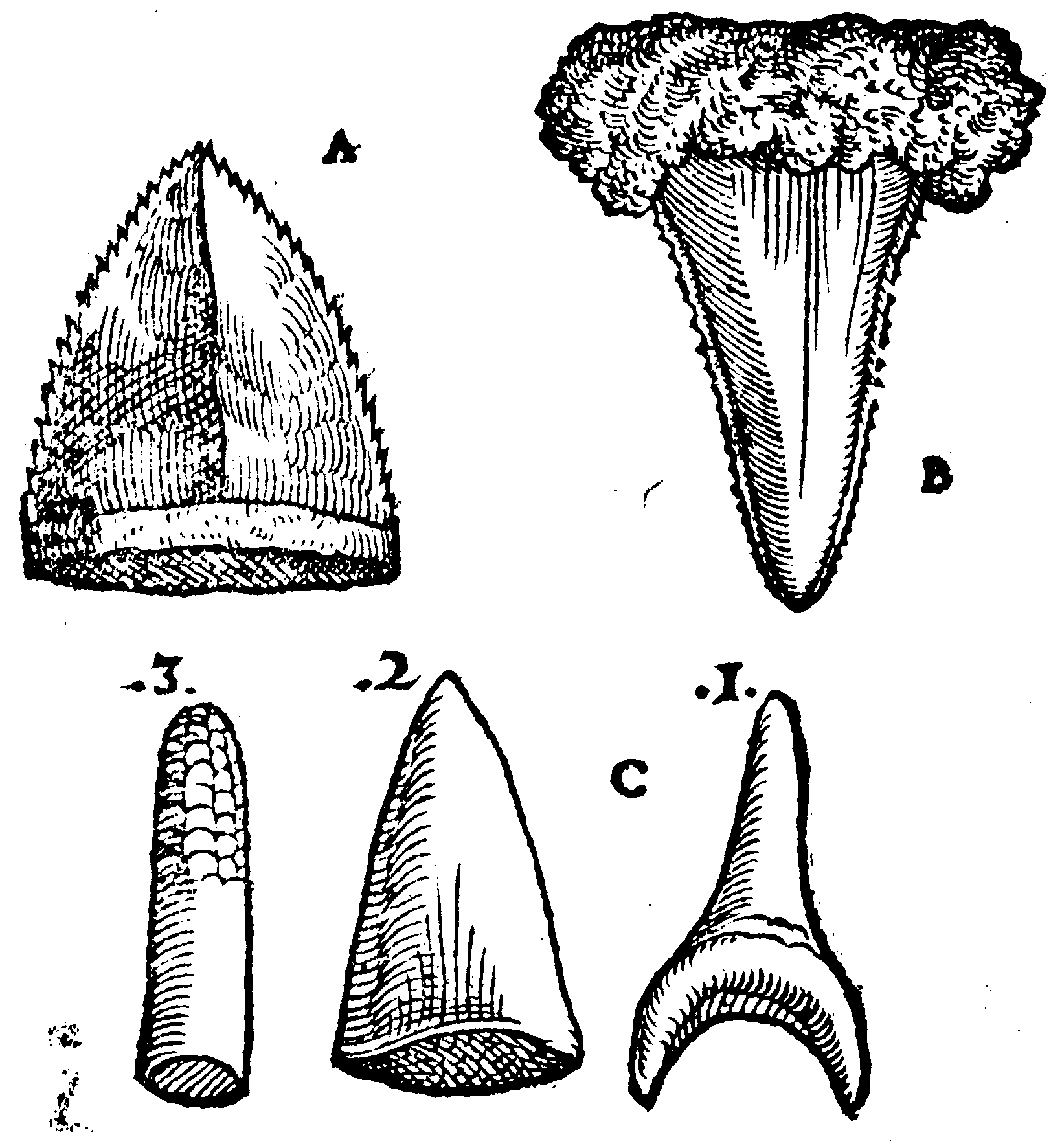
S. 162v, Abb. 2
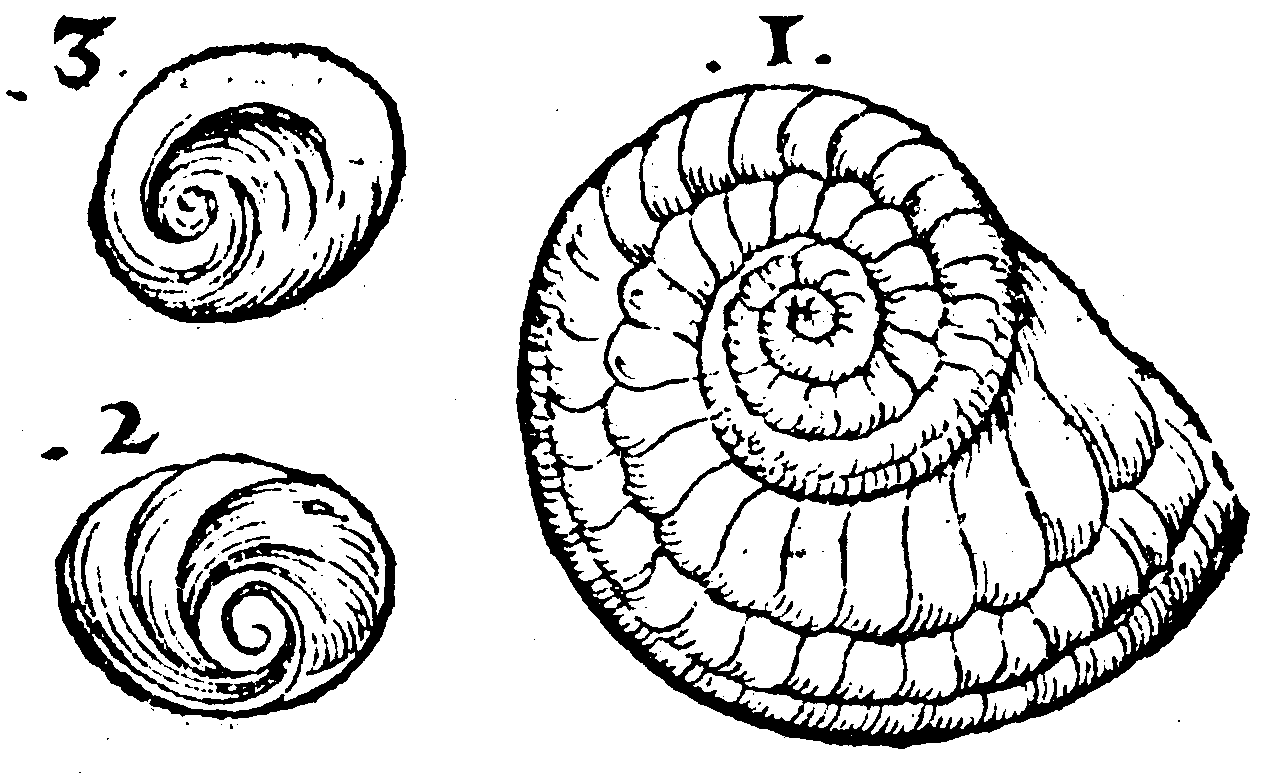
S. 164r, Abb. 1
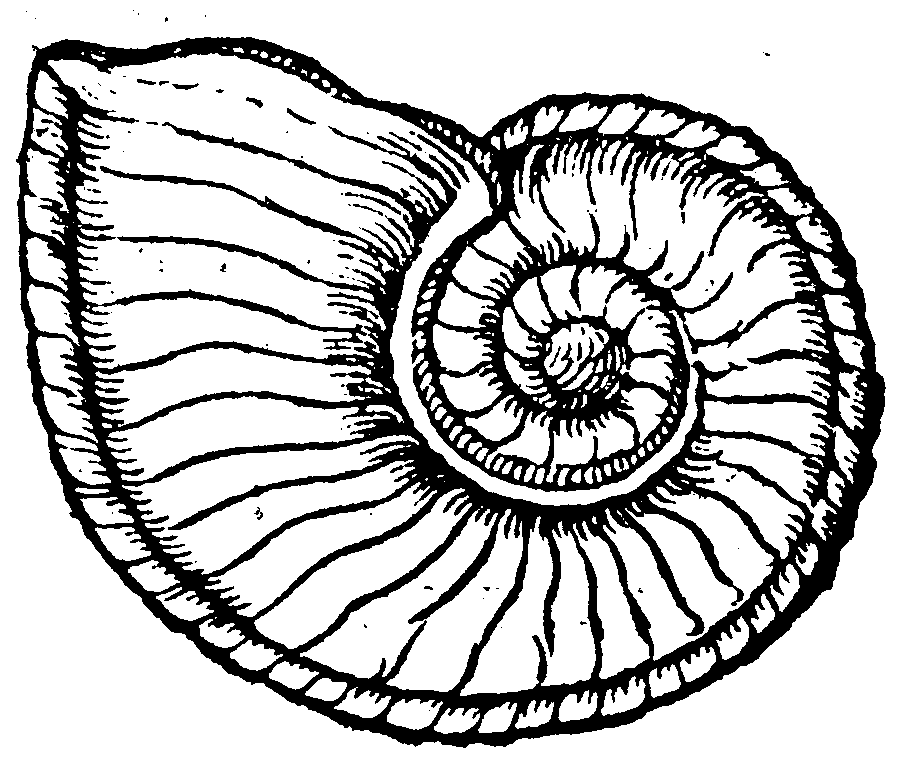
S. 164r, Abb. 2
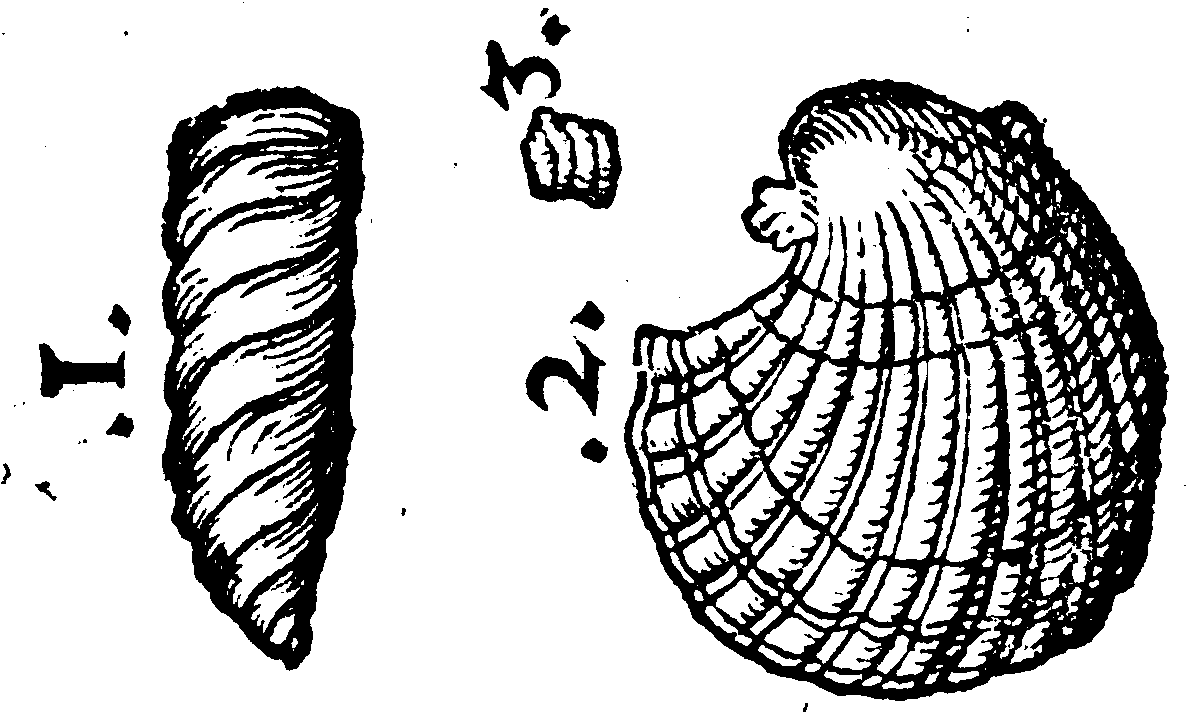
S. 165r, Abb. 1
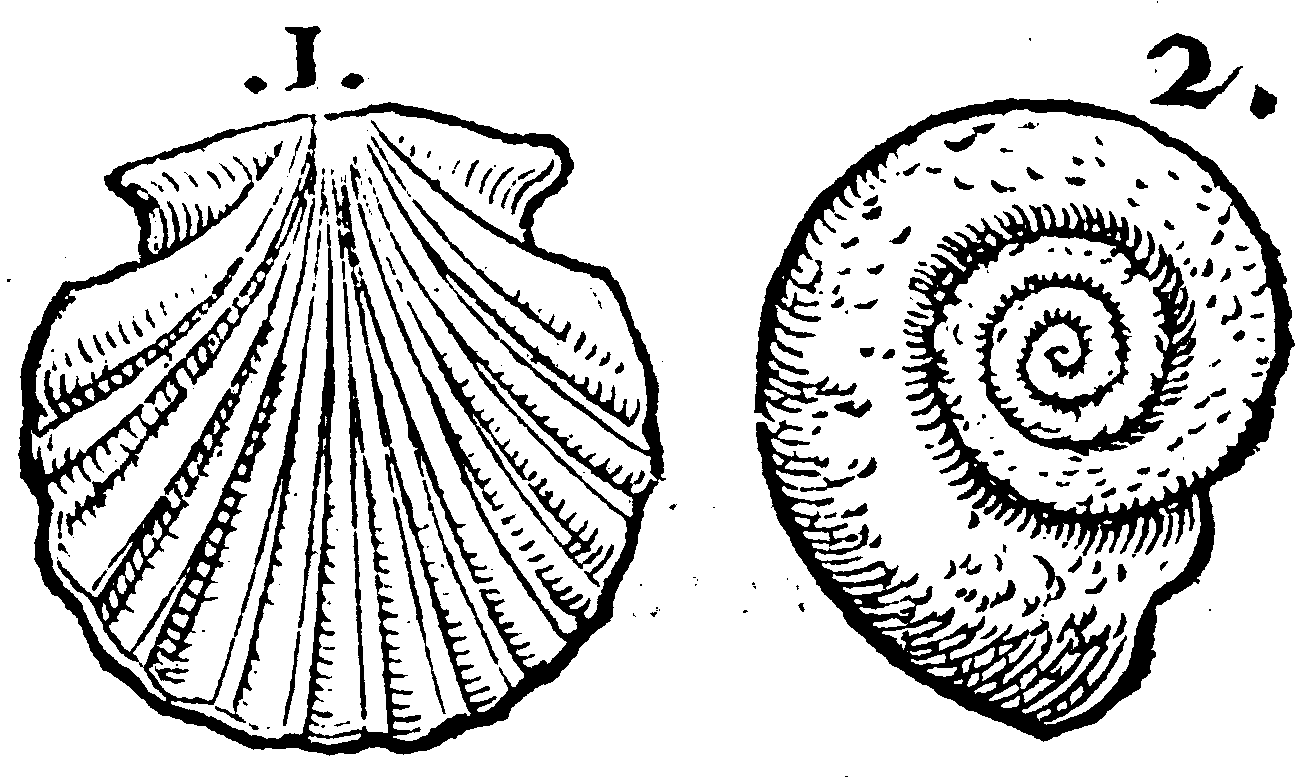
S. 165r, Abb. 2
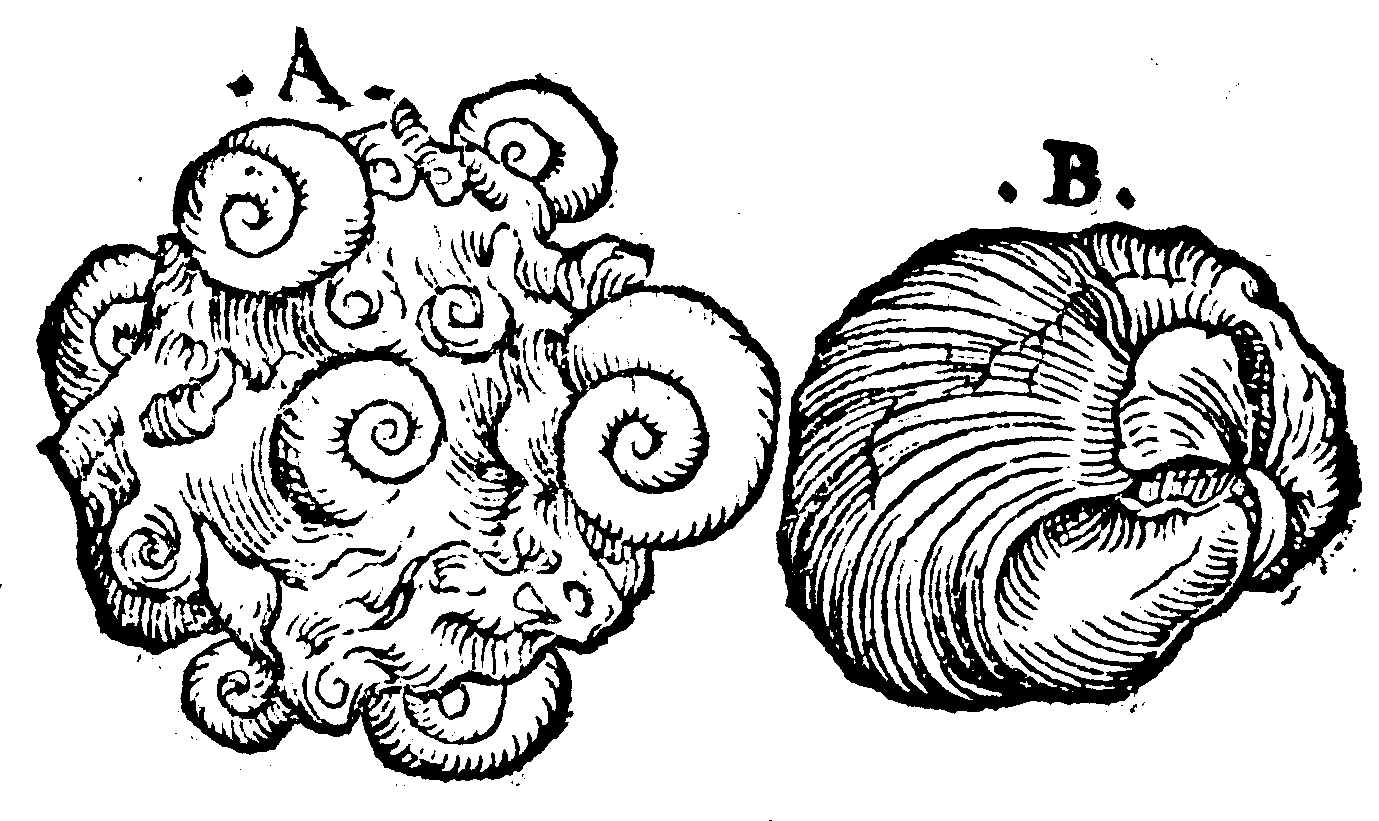
S. 165v
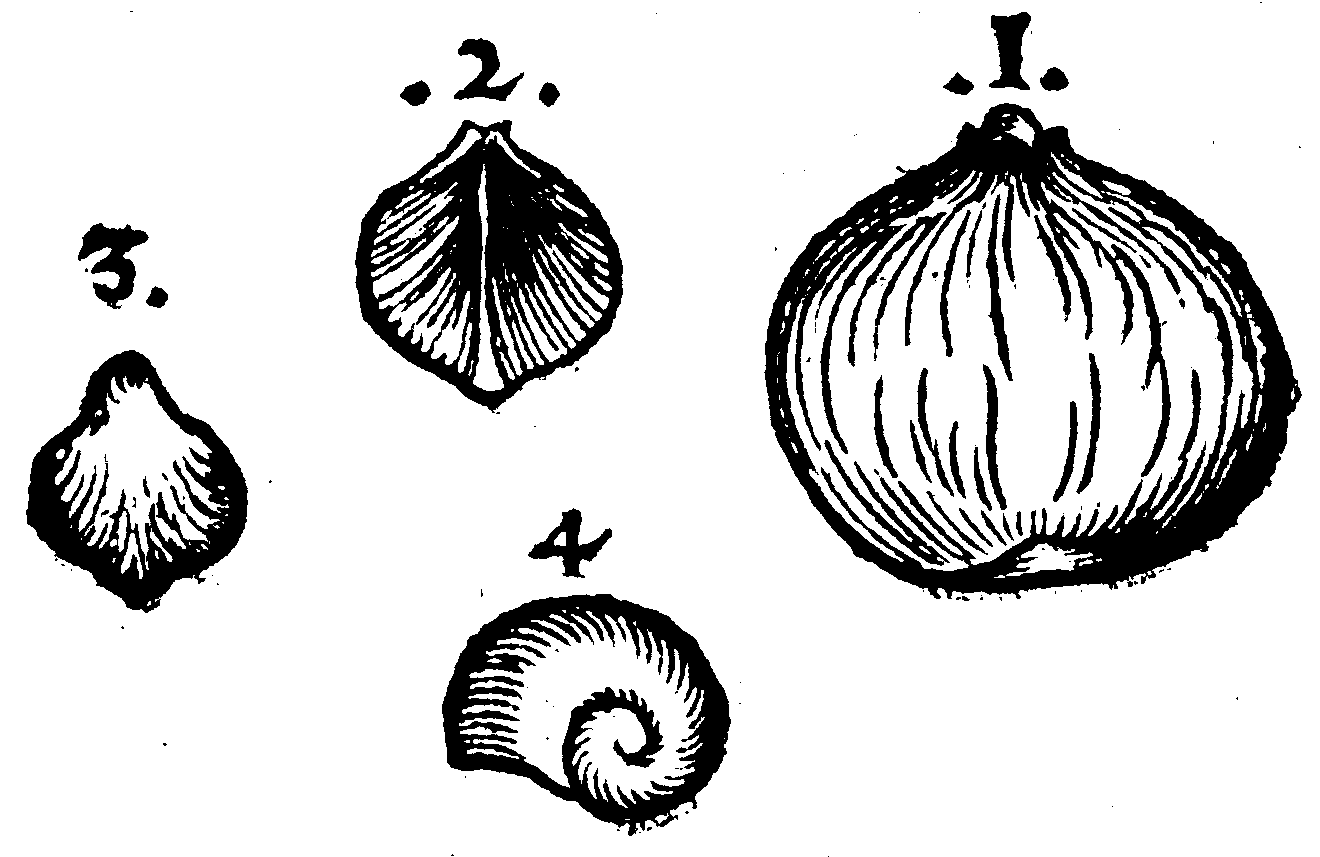
S. 166r, Abb. 1
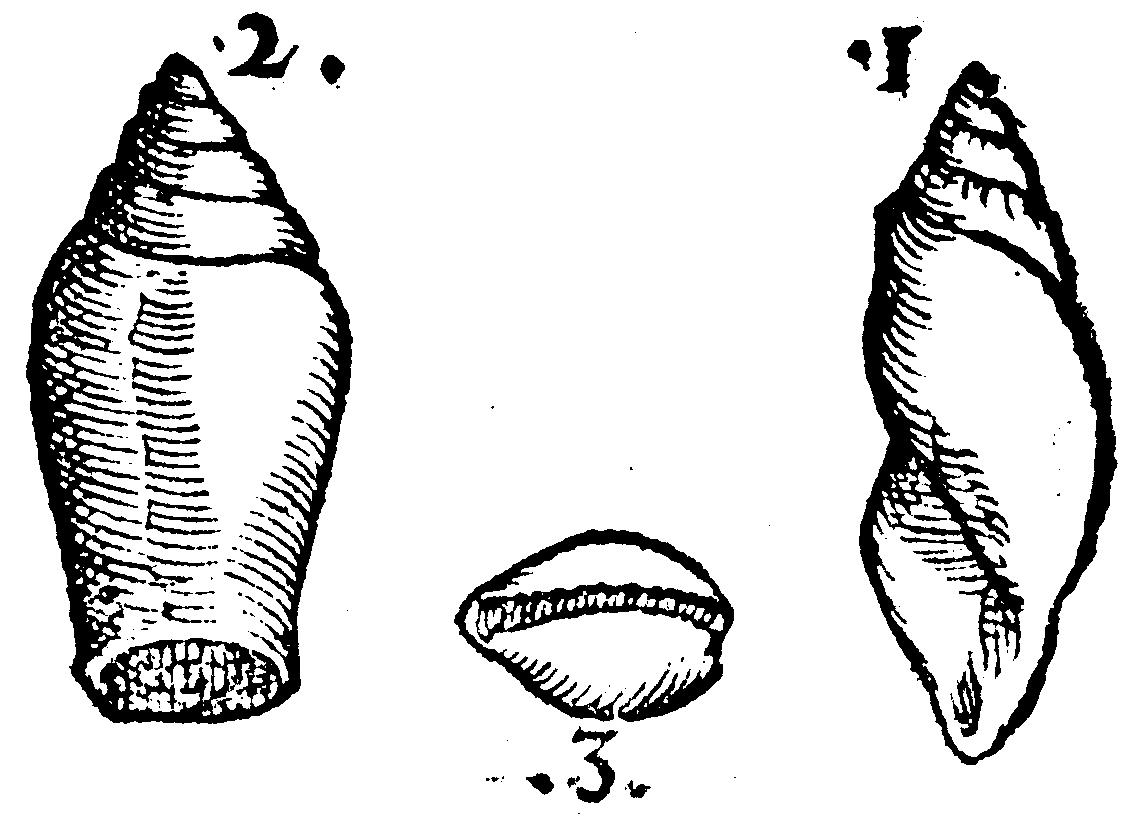
S. 166r, Abb. 2
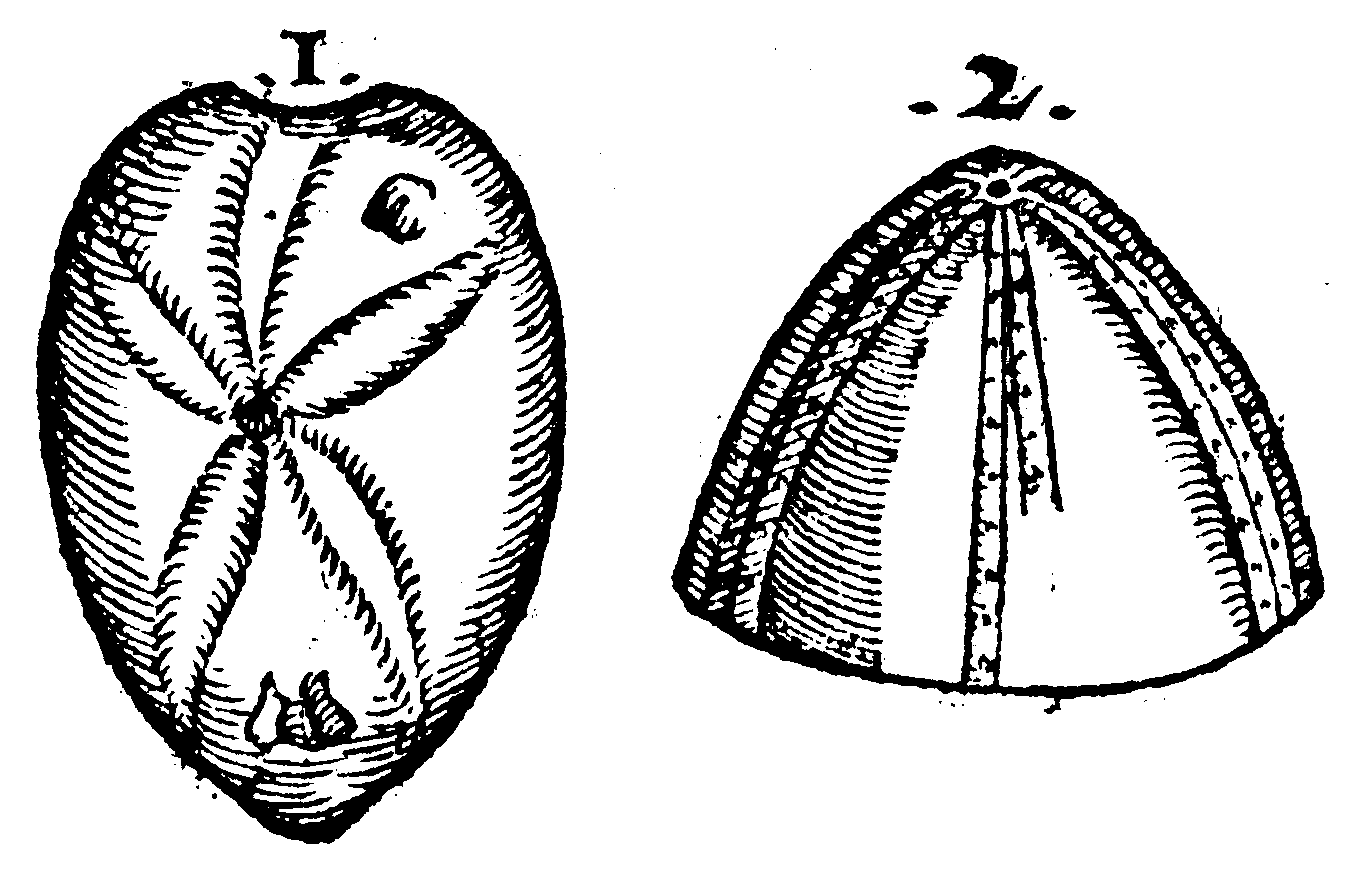
S. 166v
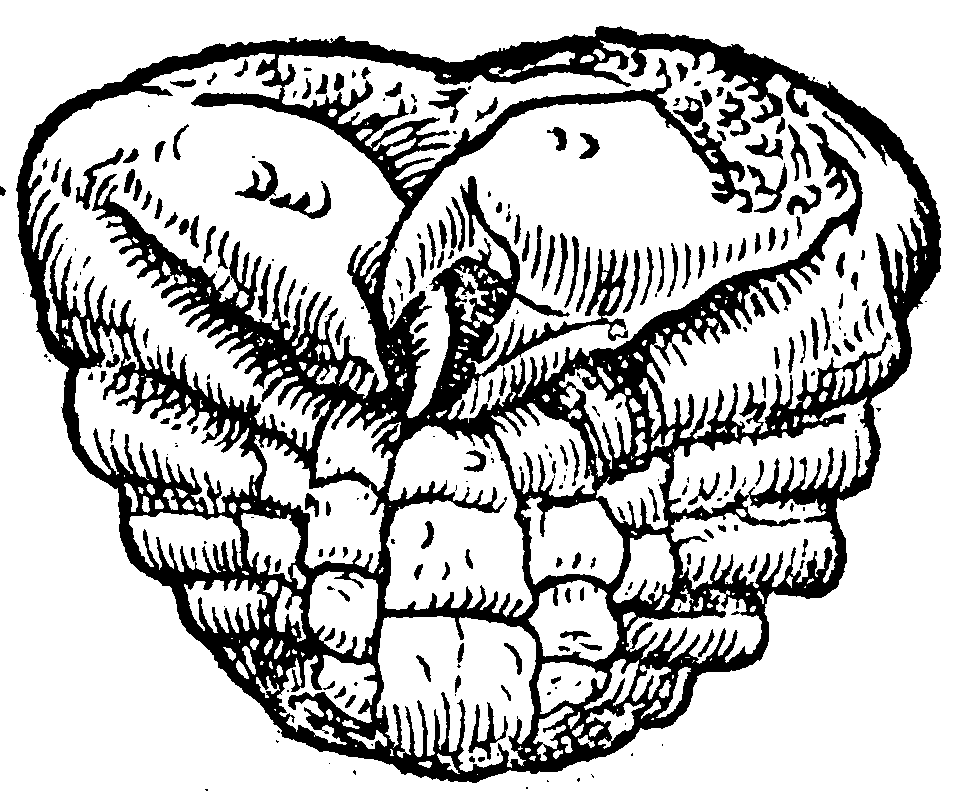
S. 167r
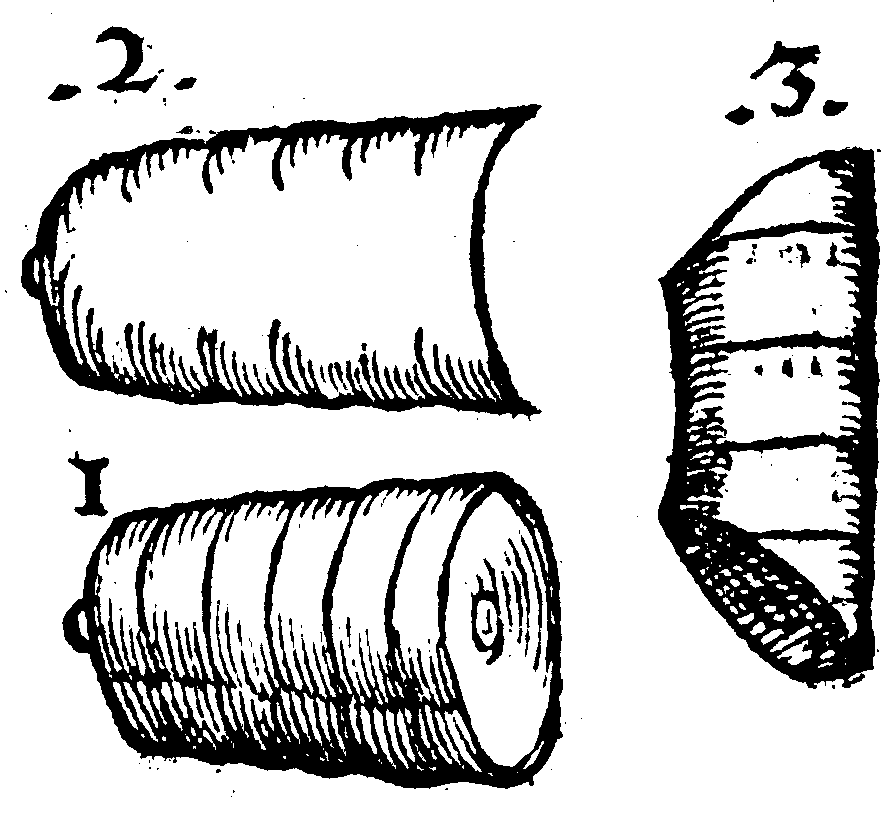
S. 167v, Abb. 1
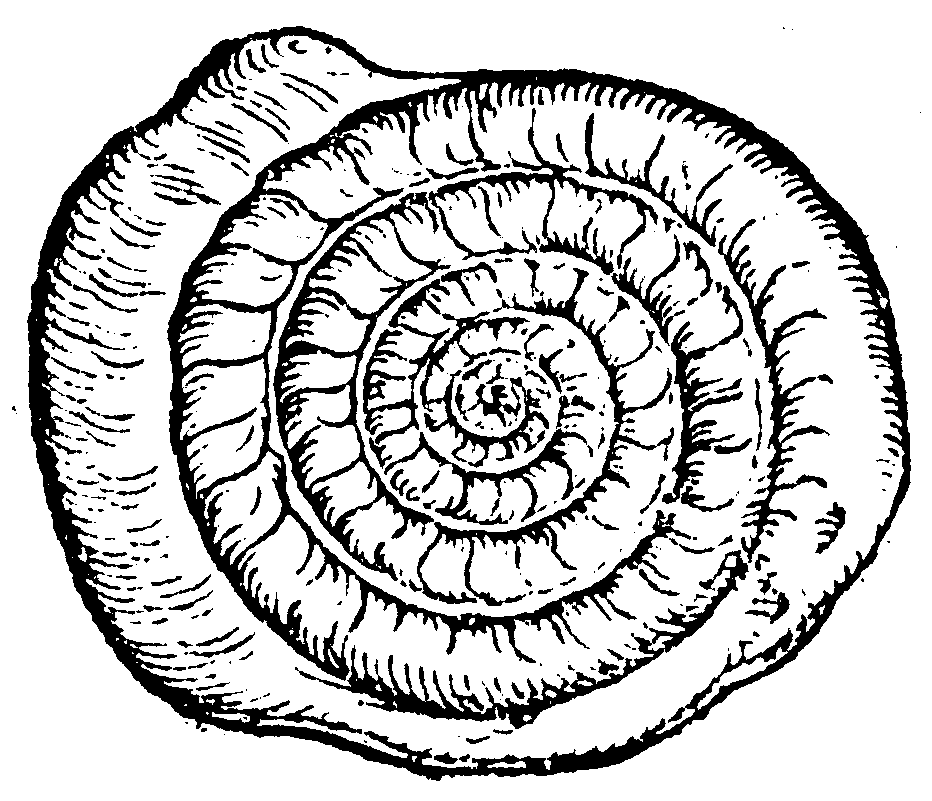
S. 167v, Abb. 2
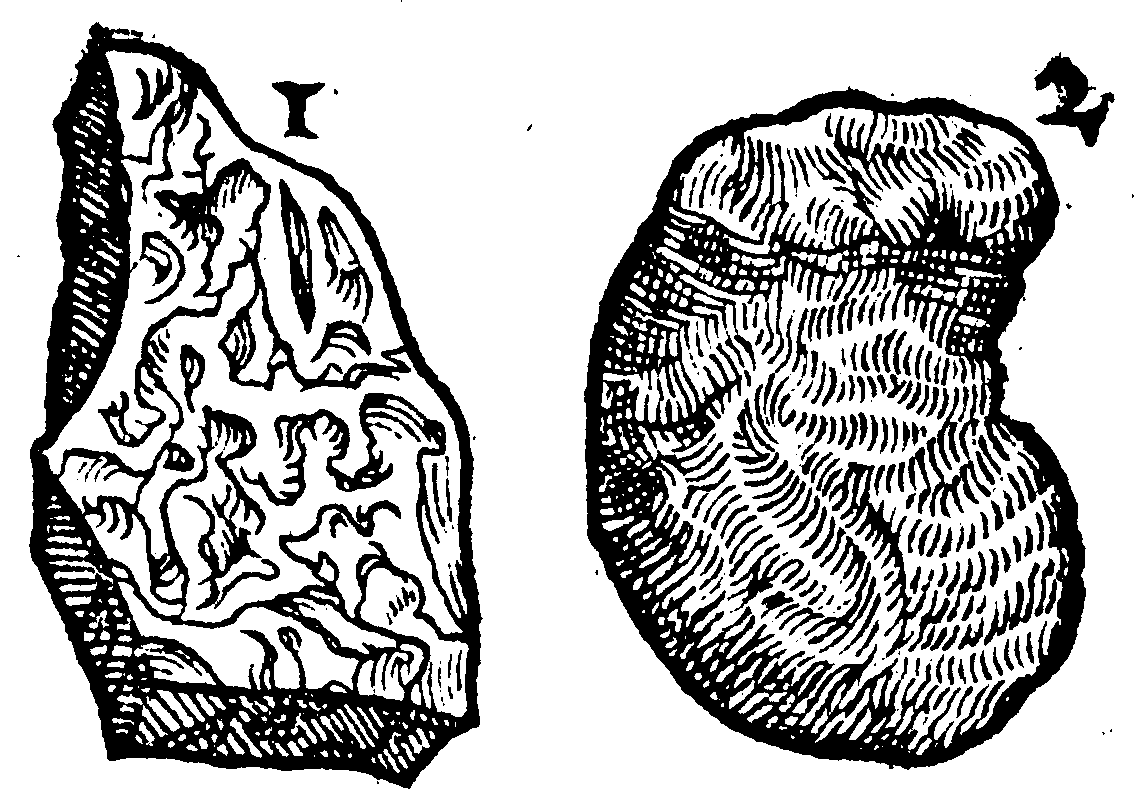
S. 168r
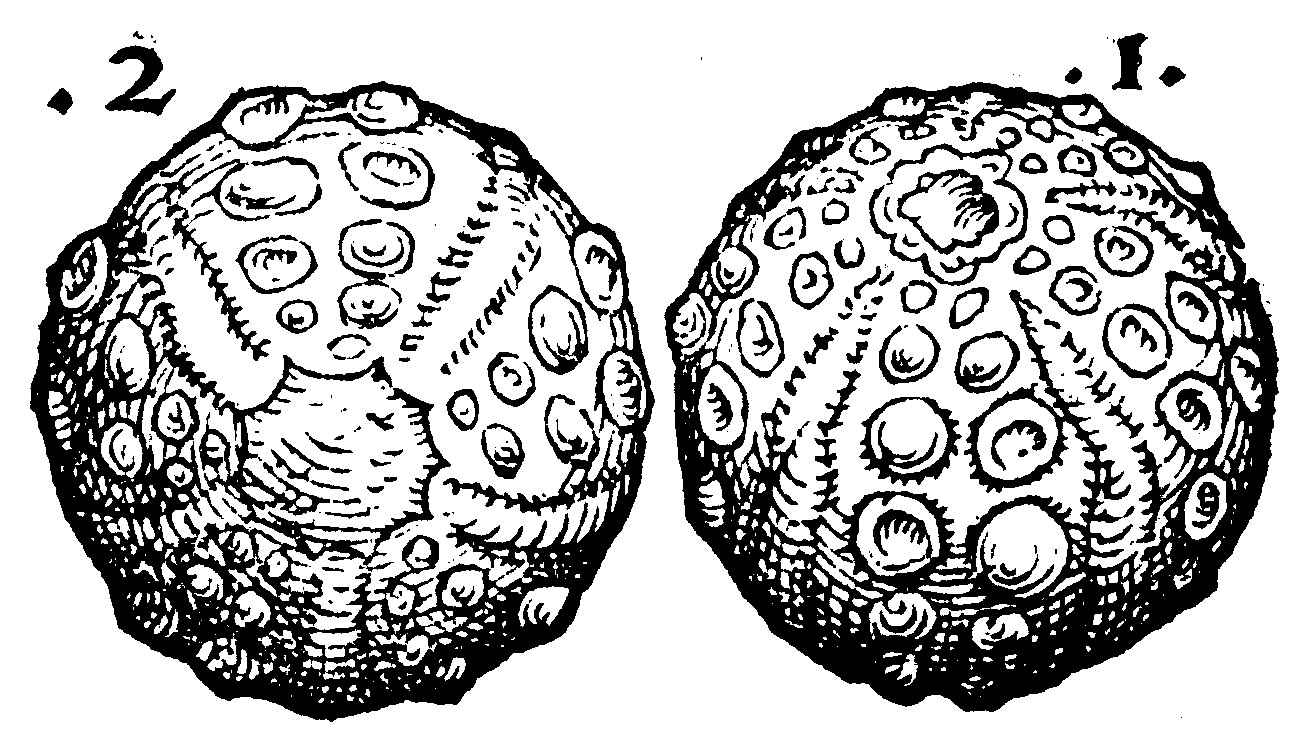
S. 168v